# Lindlar
Lindlar ist eine Gemeinde im Westen des Oberbergischen Kreises in Nordrhein-Westfalen (Deutschland), etwa 30 Kilometer östlich von Köln gelegen.

## Geografie

### Geografische Lage

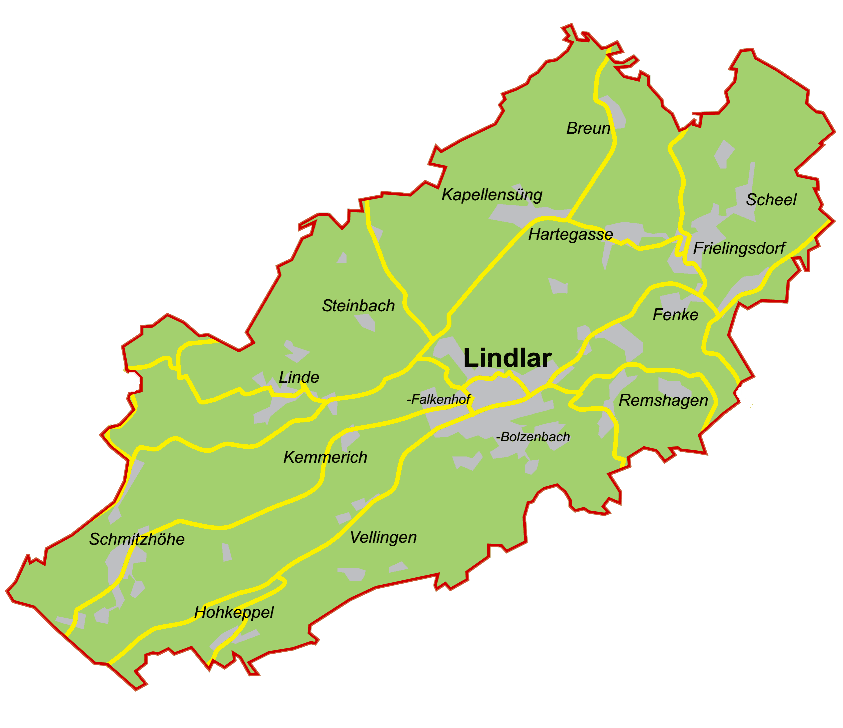
Karte von Lindlar

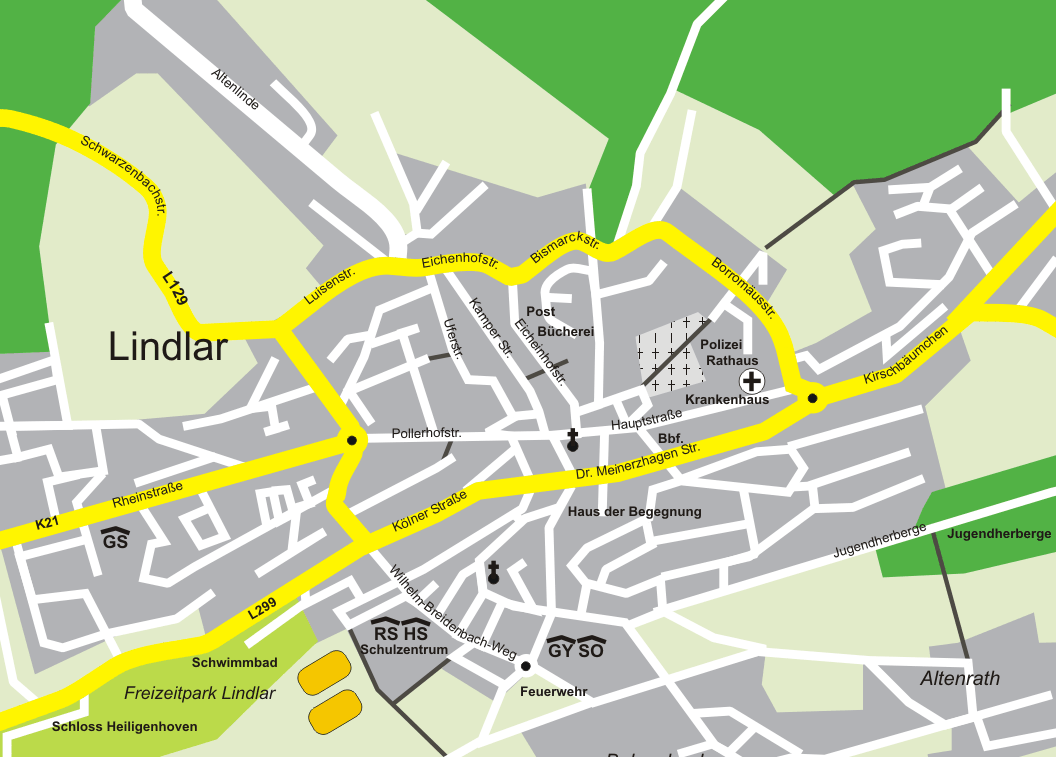
Karte des Lindlarer Ortskerns

Lindlar liegt zwischen 7° 15' und 7° 28' östlicher Länge sowie 50° 58' und 51° 5' nördlicher Breite. Der höchste Punkt von Lindlar mit einer Höhe von 376,3 Metern liegt bei Oberlichtinghagen, der tiefste mit 110 m bei Oberbilstein.
Das Gebiet um Lindlar ist geprägt von trockenen Höhen und feuchten Flusstälern. Die Bergsättel und Talmulden bilden Wasserscheiden zwischen Sülz und Wupper beziehungsweise Lindlarer Sülz und Olpebach, Lindlarer Sülz und Lennefer Bach sowie Lennefer Bach und Leppe. Die Hauptflüsse sind also die Lindlarer Sülz, die sich in Hommerich mit der Kürtener Sülz vereinigt und anschließend in die Agger mündet, der Lennefer Bach und die Leppe.
Die Lindlarer Sülz fließt bei Oberhabbach in das Gemeindegebiet, macht bei Brochhagen einen Bogen nach Westen und nimmt in Hartegasse den bei Waldheim (Lindlar) entspringenden Breunbach auf. Sie fließt nun weiter durch das Sülztal, nimmt bei Quabach den von Ommerborn kommenden Ommerbach auf und vereinigt sich bei Hommerich mit der Kürtener Sülz zur Sülz.
Der Lennefer Bach entspringt nordöstlich von Lindlar und mündet bei Obersteeg in die Sülz.
Die Leppe durchfließt das Leppetal und nimmt bei Kaiserau den Scheelbach auf. Die Leppe mündet bei Engelskirchen in die Agger.

### Ausdehnung des Gemeindegebietes
Die Gemeinde Lindlar ist relativ dünn besiedelt. Sie erstreckt sich von Hohkeppel und Schmitzhöhe im Südwesten bis Hartegasse und Breun im Nordosten. Der Hauptort Lindlar hat sich im Laufe der letzten Jahrzehnte immer weiter ausgedehnt und so verwuchs der Ort vor allem seit 1945 mit verschiedenen Höfen und Orten im Umkreis. Das Gebiet reicht nun vom Falkenhof und Oberheiligenhoven im Westen über Altenlinde und Schwarzenbach im Norden, Pinnappel und Weyer im Osten bis nach Schümmerich und Altenrath im Süden.
Der restliche Teil der Gemeinde zeigt, mit Ausnahme der Kirchdörfer, noch immer das übliche Bild von Streusiedlungen. Diese zeigen die für das Bergische Land typische Form des Weilers, der sich im Übergang vom Einzelhof zum Dorfgebilde befindet.

### Nachbargemeinden
Nachbarstädte sind Gummersbach, Wipperfürth, und Overath, die Nachbargemeinden sind Engelskirchen, Marienheide und Kürten.
Nachbargemeinden
| Kürten  | Wipperfürth   | Wipperfürth, Marienheide |
| Overath |               | Gummersbach              |
| Overath | Engelskirchen | Engelskirchen            |

### Gliederung der Gemeinde
Lindlar gliedert sich in die Ortsteile Lindlar (Ortskern, 8582 Einwohner am 30. Juni 2010), Frielingsdorf, Linde, Hohkeppel, Schmitzhöhe, Kapellensüng/Hartegasse. Diese Ortsteile sind auch die Kirchdörfer.

### Klima
Lindlar liegt mitten im Bergischen Land, das langjährige Mittel des Niederschlags liegt bei 800 bis 1000 mm und nur 5 Monate im Jahr haben eine mittlere Temperatur über 10 °C.
Lindlar wird zum „Bergischen Bergland“ gezählt. Die Böden sind wenig ergiebig, vorrangig gibt es Weideland.

## Geschichte

### Urzeit
Fossilienfunde aus den Jahren 2008/2009 sind umfassend ausgewertet worden und belegen, dass der nachweislich älteste Wald der Welt in Lindlar stand. Paläontologen entdeckten 2008 Überreste von Blättern und Ästen von den ältesten baumförmigen Pflanzen überhaupt. Im Mitteldevon, vor etwa 390 Millionen Jahren, also noch vor den Dinosauriern, wuchsen die etwa zwei bis drei Meter hohen Bäume – Calamophyton – auf einer Sandinsel im Flachmeer. Man vermutet, dass die Bäume durch einen Urzeit-Tsunami ins Meer gespült worden waren, mit Schlamm bedeckt wurden und somit heute noch versteinert erhalten sind. Diesen Schlammablagerungen verdankt auch die Lindlarer Grauwacke ihre Entstehung, einem 350 Millionen Jahre alten Sedimentgestein. Der Fund wurde als archäologische Sensation bezeichnet. Das größte Fundstück wird im Grauwacke Museum Lindlar ausgestellt.

### Besiedelung und urkundliche Erstnennung
Von den angeblich zehn Steinbeilen aus der Jungsteinzeit, die nordöstlich von Kemmerich entdeckt worden sein sollen, deren Material unbekannt und die in privaten Besitz übergingen, ohne dass die Erben bekannt sind, ist nur noch eines vorhanden. Ein weiterer Feuersteinbeilfund bei Fenke ist gleichfalls bekannt; das Gerät besteht aus Silex. Bis ins Mittelalter erstreckten sich in dieser Region bis an den Rhein die bergischen Urwälder, die wahrscheinlich höchstens vereinzelt von Jägern oder einzelnen Siedlern bewohnt wurden. Die systematische Besiedelung des Bergischen Landes begann erst im fünften oder sechsten Jahrhundert während der Völkerwanderung. Zunächst folgten die Siedler den Flussläufen, in dieser Zeit ist möglicherweise die Erstbesiedelung Lindlars anzusetzen.
Lindlar wurde erstmals 1109 urkundlich erwähnt. In der Urkunde wurden durch Erzbischof Friedrich I. von Köln die Abgaben der Lindlarer Pfarrkirche an die bischöfliche Hauptkirche von einem Pfund auf zehn Schillinge ermäßigt. Lindlar wird als Lintlo bezeichnet, diese Bezeichnung lehnt sich an „Lindengebüsch“ an. Ferner musste die Lindlarer Kirche dem St.-Severin-Stift in Köln gehören und hatte einen Fronhof, der diesen Namen heute noch trägt. Zu einem Fronhof gehörte auch eine Mühle. Da die Kirche als „im Dorfe gelegen“ bezeichnet wird, müssen noch weitere Gebäude bestanden haben und da eine Kathedralsteuer nur durch eine Pfarrkirche entrichtet werden musste, musste es sich bei der Lindlarer Kirche um eine Pfarrkirche handeln.
Eine Pfarrkirche wiederum lässt auf einen fest angestellten Pfarrer schließen, den man mit Land ausstattete. So muss in Lindlar auch ein Wiedenhof, also ein Pfarrhof gestanden haben, dieser befand sich neben dem heutigen Pfarrhaus und wurde im Zuge des Neubaus der Volksbank abgebrochen. Da die Kathedralsteuer normalerweise zwischen 3 und 10 Schillingen schwankte, Lindlar jedoch ursprünglich 1 Pfund entrichten musste, muss es sich bei Lindlar um eine besonders große Pfarrei gehandelt haben.
Da Lindlar im Jahre 1109 schon Kirchdorf war, muss der Zeitpunkt der Rodung schon früher angesetzt werden, etwa zwischen 893, dem frühest dokumentierten Zeitpunkt für Rodungen im rheinischen Raum, und 1109. Der Zeitpunkt kann jedoch weiter eingeengt werden, da eine Urkunde aus dem Jahre 958 existiert, in der dem St.-Severins-Stift in Köln die Kirche zu „Kaldenkapellen“ (= Hohkeppel) übertragen wird. Da die Hohkeppler Kirche nachweislich der Lindlarer Pfarrkirche unterstand, musste diese also zu diesem Zeitpunkt schon bestanden haben, ihre Entstehung ist also für den Zeitraum zwischen 893 und 958 anzusetzen.
Da der Höfeverband Lindlar eine geistliche Grundherrschaft war und diese so von einer Reihe Rechtshandlungen ausgeschlossen war, brauchte diese die Hilfsleistung eines Vogts, eines weltlichen Herrschers. Laut einer Urkunde aus dem Jahr 1174 waren die Grafen von Berg die Schirmvögte für Lindlar. In diesem Zeitraum sind Hofgerichte in Steinbach, Steinenbrücke und Heiligenhoven belegbar.
Das Hofgericht zu Steinbach und Heiligenhoven war im Besitz der Grafen zu Berg, das in Steinenbrücke gehörte dem freiadligen Stift St. Maria im Kapitol, das in Dürscheid die Verwaltung ihrer bergischen Güter konzentriert hatte, wurde jedoch vermutlich erst im ausgehenden 13. Jahrhundert von den Grafen zu Berg übernommen. Es waren also drei Grundherren im Raum Lindlar vorhanden: das Stift St. Severin, das Stift St. Maria im Kapitol und die Grafen von Berg. Jede Grundherrschaft hatte ihren eigenen Herrenhof (Fronhof, Meierhof), in dem das Hofgericht tagte, und eine eigene Mühle. Die Mühle des St. Severinstiftes stand im Dorf Lindlar, die des Stiftes Maria im Kapitol in Dürscheid und die der Grafen zu Berg in Scheel.
Dem Hofgericht übergeordnet war das Landgericht, ein solches ist für den gräflichen Herrenhof Steinbach nachweisbar. Dort findet sich auch die alte Flurbezeichnung „Im Galgenbüschchen“.

### 12. Jahrhundert
Der Turm der romanischen Kirche stammt aus dem 12. Jahrhundert und ist bis heute erhalten geblieben. Die Turmhaube wurde im 18. Jahrhundert gebaut. Ein dreischiffiges spätgotisches Langhaus mit Querschiff wurde 1500 eingeweiht, das jetzige Langhaus 1826 durch einen Neubau ersetzt worden. Aus dem 12. Jahrhundert erhalten geblieben ist auch das Taufbecken der Pfarrkirche. Die Pfarrkirche zu Lindlar war Mutterkirche der Kirchen in Hohkeppel (bis 1400) und Engelskirchen (bis 1554).
Die Kirche war im mittelalterlichen Lindlar Zentrum des Dorfes. Dieses war mit einem kleinen Außengraben und einem mit einer Hecke bepflanzten Wall befestigt. In verschiedene Richtungen befanden sich Durchgänge, die durch Falltore, ähnlich Zugbrücken, gesichert waren. Noch heute erinnert der Straßenname „Am Falltor“ an einen solchen Durchgang.

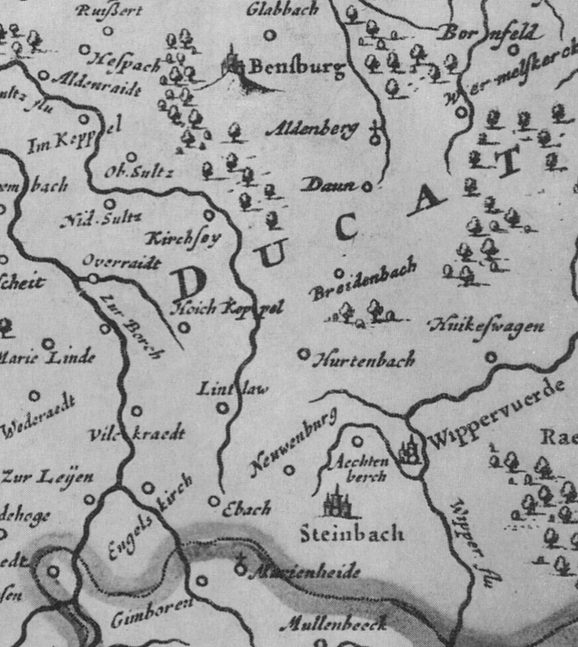
Karte (in Ost-West-Ausrichtung) des Gebietes um Lindlar, 1660

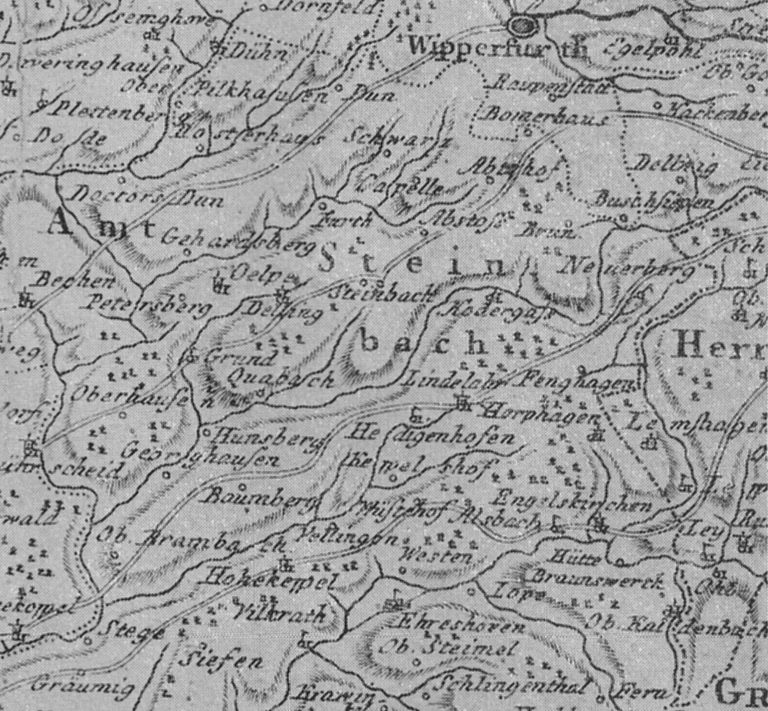
Karte des Gebietes um Lindlar, 1790

Im Laufe der Zeit wurde immer mehr Fläche gerodet und urbar gemacht, teils aus freien Stücken der Bauern, teils auf Befehl des Landesherren. Zentren dieser Expansion waren die Fron- und Herrenhöfe. Hier regierten Beauftragte der Grundherren und es musste der Zehnte abgegeben werden. Außerdem bestand die Verpflichtung der Bauern, Hand- und Spanndienste zu leisten. Die zunehmend auch auftretenden Gerichts- und Verwaltungsarbeiten wurden ebenfalls im Fronhof erledigt.
Der Fronhof in Lindlar wurde erstmals in einer Urkunde aus dem Jahre 1174 als curtis in lintlo erwähnt, bis dahin war er Hebestelle für den oberbergischen Stiftzehnten der Großpfarre Gummersbach-Meinerzhagen. Der Fronhof wurde von einem Meier verwaltet. Dieser musste seine Abgaben am Severinstag an den Stift abliefern. Einem Register zufolge gehörten zum Fronhof noch acht Köttersgüter und es wurden Hafer, Gerste und Flachs angebaut. Schafe und Hühner wurden als Nutztiere gehalten. Am 6. August 1663 wurde der Fronhof mit Gericht (Hofgericht) und Lehngerichtsbarkeit an Johann Adolf Schenck von Nideggen zu Ober-Heiligenhoven durch Kauf übertragen. Noch heute erinnert in Lindlar die Straßenbezeichnung „Im Fronhofsgarten“ an den ehemaligen Fronhof.

### 13. Jahrhundert
Im Jahre 1247 gibt eine Urkunde des Erzbischofs Konrad von Hochstaden Auskunft über das Meieramt in Lindlar. Es war in diesem Jahr also schon ein örtlicher Verwaltungsbeamte des Grafen in Lindlar anwesend. Dies bestätigt auch noch einmal, warum in Steinbach keine Pfarrkirche errichtet worden war, sondern die Bewohner der Grundherrschaft der Grafen von Berg die Pfarrkirche in Lindlar besuchten.
Als Zeuge wurde auch ein Henricus aus Novo Castro ausgeführt. Seinen Wohnsitz mit Neuenberg zu identifizieren ist nicht genau belegbar, da auch Schloss Burg an der Wupper unter diesem Namen erschien.

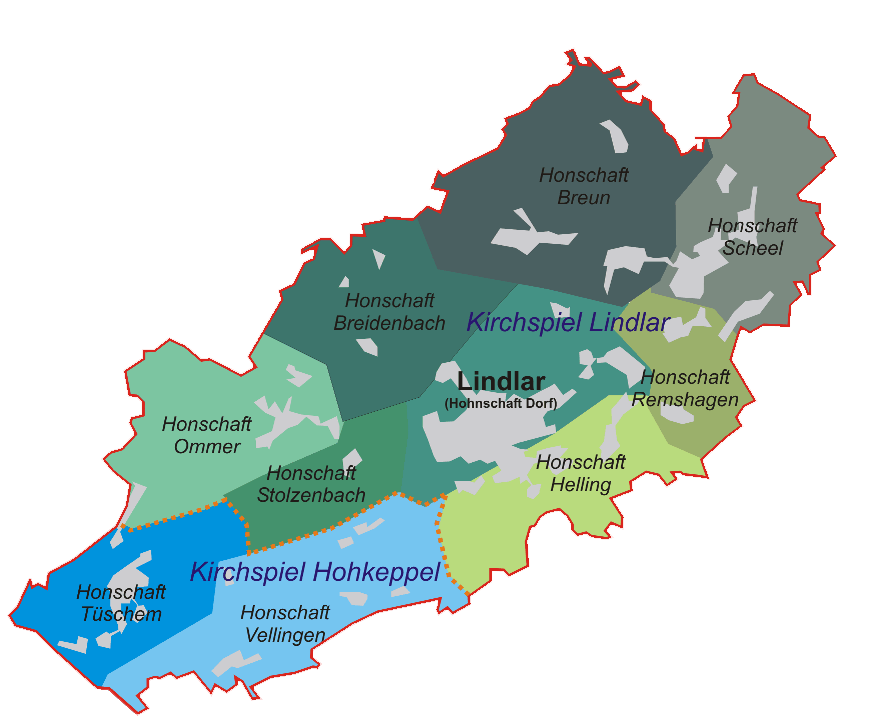
Karte der Honschaften in der heutigen Gemeinde Lindlar um 1666

Im ausgehenden 13. Jahrhundert wurde die alte Meierverfassung durchbrochen, man setzte sich über die Grundherrlichen Bindungen hinweg, indem die Pacht nicht mehr an den Lehnshof, sondern an das Kirchspiel entrichtet wurde. Mehrere Kirchspiele wurden nun zu einem Amtsbezirk, an dessen Spitze der Amtmann stand, zusammengefasst. Der Amtmann von Lindlar residierte in der Burg Steinbach, diese ist für das 13. Jahrhundert belegbar, denn als sich Graf Adolf von Berg 1268 mit einem Schreiben an seine „Amtmänner“ wandte, müssen das Amt Steinbach und ebenso die Burg Steinbach schon bestanden haben. Das Kirchspiel wiederum war in kleinere Honschaften unterteilt.
Ein einschneidendes Ereignis machte die Leppe bei Lindlar zur Landesgrenze: im Jahre 1273 verpfändete der Graf Adolf von Berg die Vogtei Gummersbach, wozu auch Gimborn gehörte, an den Grafen Everhard von der Mark.

### 14. Jahrhundert
Im Jahre 1311 verkaufte Heinrich, Herr zu Löwenburg die Siedlung Overath an den Grafen Adolf von Berg. Damit wurde Overath ein Teil des Bergischen Landes und wurde so dem Amt Steinbach angegliedert.
In Lindlar tauchten in diesem Jahrhundert die ersten Landwehren (Bergische Landwehr) auf. Sie bestanden aus Gräben und gestutzten Baum- und Strauchwerk und waren mit teilweise zwei bis drei Gräben und Wällen eine Art unbemannter Wall. Durch Lindlar verliefen vier Landwehrlinien, die eine vom Horpetal an Weyer, Rübach und Holl vorbei. Sie erreichte bei Löhe und Brochhagen das Sülztal. Über Stüttem nun verlief sie weiter bis nach Norden. Die vermutlich älteste Landwehrlinie verlief südlich von Remshagen, damals noch zu Berg gehörend, vorbei, vom Leppetal aus kommend wieder bei Dassiefen entlang der Landesgrenze, an Scheel und Lichtinghagen weiter ins Landesinnere tretend bei Schnipperinghausen jedoch wieder an der Landesgrenze entlang verlaufend.
Lindlar lag an zwei wichtigen Handelsstraßen, der Landstraße Altenberg-Gimborn und Köln-Marienheide. Überreste der alten Hohlwege lassen sich auch heute noch gut im Gelände ausmachen. Zollstationen befanden sich vermutlich schon einige in Lindlar, wenn diese auch erst für das 17. Jahrhundert nachweisbar sind. Sie standen allem Anschein nach in Lindlar-Mühlenseite, am alten Weg nach Engelskirchen sowie in Horpe („am Horper Schlagbaum“).
1363 wurde dann in einer Urkunde vermerkt: „Amt Steinbach im Herzogtum Berg mit Wipperfeld, Bechen, Kürten, Olpe, Lindlar, Overath, Engelskirchen, Keppel (Hohkeppel) und dem Kirchspiel Wipperfürth.“ Das Amt Steinbach war eines der ältesten Ämter im Bergischen und wurde nach der Burg Steinbach in Ober-Steinbach benannt. Diese Burg besteht heute noch als Ruine.
In Lindlar wurde zu dieser Zeit ein Landgericht eingerichtet, das den gesamten Bereich von Lindlar, Engelskirchen und Hohkeppel erfasste.

### 15. bis 18. Jahrhundert
Bedingt durch die allgemeine Bevölkerungszunahme wurde im Jahr 1440 Hohkeppel und im Jahre 1554 Engelskirchen zu eigenständigen Pfarreien erhoben. Die Ämter- und Honschaftsaufteilung hatte bis ins 19. Jahrhundert Bestand, als die Verfassung durch Napoleon reformiert wurde.
Vom 31. März 1629 bis 17. Juni 1634 war Lindlar im Besitz des Grafen Adam von Schwarzenberg, dem Herrn von Gimborn.
Am 17. Dezember 1625 beraubten brandenburgische Truppen die Kirche. In den Jahren 1795 und 1796 hatte der Ort stark unter der Einquartierung der Soldateska zu leiden. Tiroler Scharfschützen und Barko-Husaren wechselten mit französischen Truppen. Unter anderem hatten General Ney und der Stab des Generals Richepanse hier ihre Quartiere.
Bereits 1701 wurde eine erste Apotheke in Lindlar in einem Bericht des evangelischen Prediger Hoffmann aus der Delling urkundlich erwähnt.
Am 20. Oktober 1795 jagten die Landleute von Lindlar die Franzosen aus dem Ort, den Lenneferbach hinab bis nach Bensberg.
Reste älterer Erdbefestigungen in Form einer Landwehr, der sich von Lindlar bis Waldbröl hinzog, sind auf dem Bergrücken nahe der Kapelle an der Klause erkennbar.
Napoleon erhob im Jahre 1806 das Herzogtum Berg zum Großherzogtum. Durch Dekret vom 13. November 1808 teilte Napoleon das Land Berg in Départements, Arrondissements und Kantone ein. Das alte bergische Amt Steinbach wurde in zwei Kantone aufgegliedert, Lindlar kam zum Arrondissement Mülheim. Der Kanton Lindlar bestand aus den Kirchspielen Lindlar, Engelskirchen, Hohkeppel und Overath, aus denen durch die Gemeinde-Verwaltungs-Ordnung vom 18. Dezember 1808 die drei Mairien (Bürgermeistereien) Lindlar, Engelskirchen und Overath gebildet worden waren, die eine völlige Trennung der Rechtspflege von der Verwaltung vorsahen. Der Kanton war der untere Bezirk der Justizverwaltung. Das alte Hohen Keppeler Landgericht wurde 1811 in ein Friedensgericht umgewandelt, das für den gleichen Bezirk zuständig blieb, bis Overath 1816 aus dem Friedensgericht abgetrennt wurde. Der Gerichtsbezirk mit den drei Gemeinden Lindlar, Engelskirchen und Hohkeppel, blieb bis zum 31. Dezember 1974 (Amtsgericht Lindlar) erhalten. Das Landgericht Lindlar blieb bestehen, wurde jedoch zum Friedensgericht im Kanton Lindlar erhoben. Das Friedensgericht wurde 1879 zum Amtsgericht.

### 1815 bis 1870

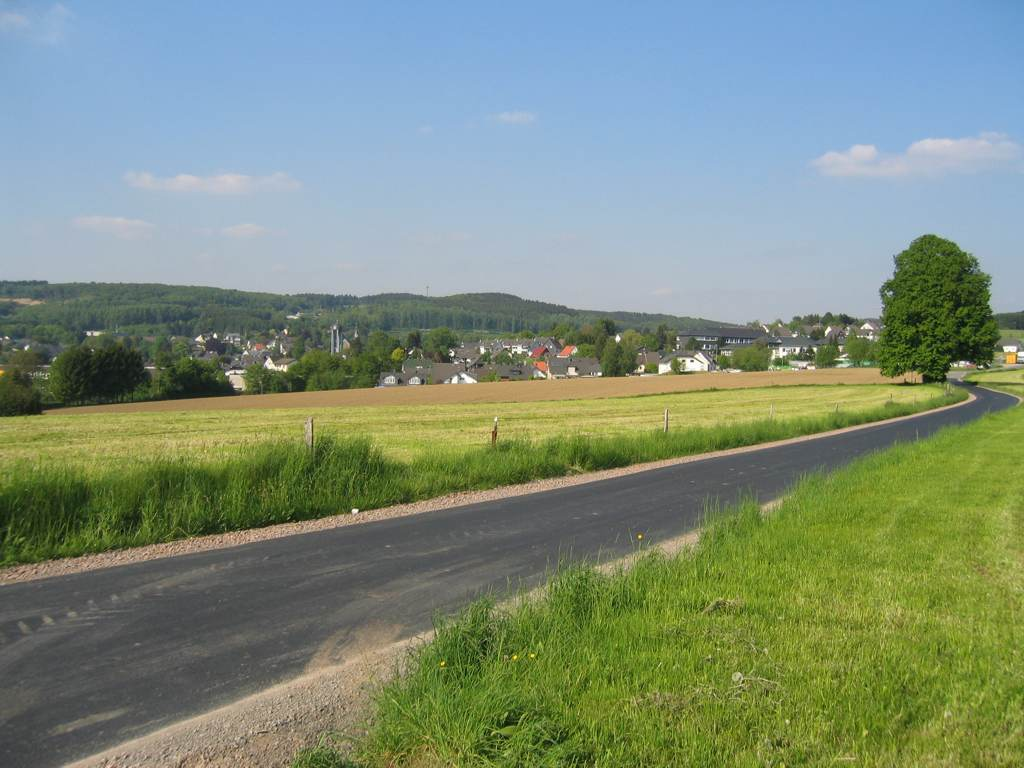
Aussicht auf Lindlar von Voßbruch her

Der Wiener Kongress beschloss 1815 die Angliederung des Rheinlandes an Preußen. Im Bezug auf die Gemeindegrenzen gab es keine Änderungen. Aus der bergischen Mairie Lindlar wurde die preußische Bürgermeisterei  Lindlar, die seit 1816 zum Kreis Wipperfürth im Regierungsbezirk Köln gehörte. 1828 hatte die Bürgermeisterei Lindlar 5430 Einwohner, davon 2728 männliche und 2702 weibliche, sowie 5396 katholische und 34 evangelische. Obwohl die Märzrevolution 1848 auf Lindlar keine direkten Auswirkungen hatte, wurde eine „Bürgerwehr“ zur Aufrechterhaltung der Ordnung aufgestellt.

### 1871 bis 1918

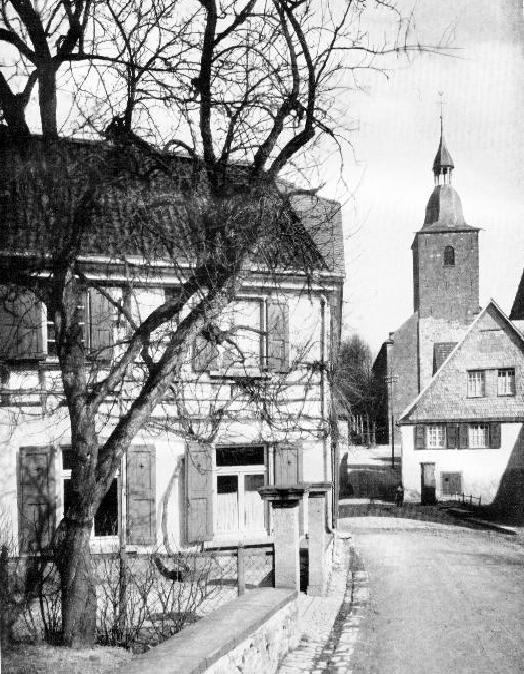
Die Kirche in Lindlar gesehen von der Pollerhofstraße, 1910

1877 versuchte die Gemeinde eine „Postfuhreinrichtung“ nach Wipperfürth und Bergisch Gladbach einzurichten. Trotz einer von der Gemeinde angebotenen „Fahrgeldgarantie“ wurden beide Fahrten 1880 von der Post endgültig abgelehnt. 1882 bildete sich im Ort ein „Corps freiwilliger Feuerwehr“, deren Ausrüstung von der Gemeinde finanziert wurde. Im Jahr 1895 musste für das Amtsgericht ein Neubau errichtet werden. Die Kosten dafür trug die Gemeinde, da das Gericht sonst nach Engelskirchen verlegt worden wäre. 1897 bildete der Rat einen Ausschuss, der sich mit dem Thema „Eisenbahn“ befasste, da man einen Anschluss Lindlars an das Eisenbahnnetz als dringend erforderlich sah. Zuvor war 1890 schon eine Eisenbahnstrecke nach Immekeppel errichtet worden. Alle Bemühungen der Gemeinde, diese Strecke nach Lindlar weiterzuführen, hatten jedoch zunächst keinen Erfolg. Erst 1906 wurde dieses Vorhaben von der Regierung genehmigt, so dass 1909 mit dem Ausbau der Gleise begonnen und die Strecke 1912 eröffnet werden konnte.
Bereits 1899 wurde in Lindlar die erste Fernsprechanlage installiert. Volksschulen gab es in dieser Zeit in Lindlar (vier, bis 1900 sechs, bis 1912 acht Klassen), Linde (zwei Klassen), Waldbruch (eine Klasse), Süng (zwei Klassen), Frielingsdorf (ab 1883 drei Klassen), Hohkeppel, Schmitzhöhe und Kalkofen. Aufgrund der wachsenden Schülerzahl wurde 1909 ein Neubau der Volksschule Lindlar errichtet. Die 1896 wieder eröffnete „Höhere Schule“ wurde 1914 wegen Schülermangels und zu hohen Kosten aufgelöst.
Aufgrund der Vermächtnisse des Lindlarer Pfarrers Johannes Fischer und des Schreiners Christian Miebach konnte im Jahre 1891 das Lindlarer Krankenhaus eröffnet werden. Die Betreuung übernahmen die Schwestern der Armen Dienstmägde Jesu Christi aus Dernbach im Westerwald. Im frühen 20. Jahrhundert entstanden drei Lindlarer Zeitungen: der Bergische Agent (1903), der Bergische Türmer (ebenfalls 1903) und die Lindlarer Zeitung (1912). 1904 bewilligte der Rat den Bau eines Rathauses (heute Haus der Begegnung).

### 1919 bis 1932
Nach dem Waffenstillstand vom 11. November 1918 wurden alle Gebiete westlich des Rheins sowie östlich des Rheins ein als „Brückenkopf Köln“ bezeichnetes Gebiet im Radius von 30 Kilometern besetzt. Östlich des „Brückenkopfs“ folgte eine 10 Kilometer breite „neutrale Zone“. Der Westteil der Gemeinde wurde besetzt, der Ostteil gehörte zur neutralen Zone. Da die Besatzungstruppen jeglichen Verkehr unterbanden, einigte man sich, die Zonengrenze der Gemeindegrenze anzupassen. Die Einquartierung alliierter Soldaten belastete die Bevölkerung schwer. Während der Besatzungszeit entwickelte sich ein enormer Schmuggelverkehr, insbesondere von Lindlar in das unbesetzte Horpe. Am 6. November 1919 zogen die Truppen wieder ab. Die Nichterfüllung des Versailler Vertrages brachte 1921 die Errichtung einer Zollgrenze zwischen den Zonen, so dass am Bahnhof in Lindlar ein Zollbeamter tätig war. Während der Besetzung des Ruhrgebietes 1923 durch die Franzosen kam es wieder zu einem enormen Verkehr auf der bereits 1919 benutzen „Schmuggelstraße“, da der Weg von Lindlar nach Remshagen damals die einzige unkontrollierte Verbindung vom besetzten ins unbesetzte Gebiet war. Da sich die belgischen Besatzer weigerten, die Kontrollen zu verschärfen, drangen Anfang 1923 französische Verbände ins Bergische Land ein und schlossen sämtliche Grenzübergänge. Dies hatte einen passiven Widerstand zur Folge, welcher zu zahlreichen Verhaftungen führte. 1924 zogen die Franzosen wieder ab. Dem 1919 zum ersten Mal gewählten Rat gehörten auch zwei Frauen an: Luise Kremer und Carola Lob. 1922 genehmigte die Post die Strecke Lindlar–Wipperfürth, machte allerdings die Gemeinde darauf aufmerksam, dass zunächst kein Bus fahren könne, weil keiner vorhanden sei. Der Bus fuhr ab dem Lindlarer Bahnhof und nahm die Strecke über Kürten. 1927 wurde der Plan der Eisenbahnstrecke Lindlar – Wipperfürth zugunsten der Strecke Bergisch Gladbach – Wipperfürth fallen gelassen.

### 1933 bis 1945
Nach der Machtübernahme Hitlers am 30. Januar 1933 änderte sich auch Einiges in Lindlar. Da die NSDAP im Lindlarer Rat nicht vertreten war, wurde am 6. April 1933 ein neuer Gemeinderat eingeführt. Die zwei gewählten Gemeindevertreter der SPD blieben der ersten Sitzung fern. Dieser Rat blieb bis zum 4. Mai 1934 im Amt. Von 1934 bis 1945 war Fritz Bergerhoff Bürgermeister. Am 6. August 1935 wurde der Gemeinde ihr jetziges Siegel verliehen, weil das Siegel mit dem Preußischen Adler nicht mehr verwendet werden durfte. Das Siegel ist überliefert vom alten Hohenkeppeler Landgericht, das nach 1700 seinen Sitz in Lindlar hatte. 1936 wurden die Straßen in Lindlar laut Ratsbeschluss umbenannt, Teile der Hauptstraße etwa in „Adolf-Hitler-Straße“, die Eichenhofstraße südlich der Kirche wurde teilweise zur „Korbstraße“ beziehungsweise „Auf dem Korb“ und zur Horst-Wessel-Straße. Einige dieser Straßenbezeichnungen sind bis heute in Gebrauch, etwa die Namen für die „Kölner Straße“, „Schwarzenbachstraße“, „Rheinstraße“ oder den „Rosenhügel“. Im Jahre 1937 wurde ein Zeltplatz für die Hitler-Jugend an der Uferstraße sowie ein Lager für den „Reichsarbeitsdienst“ im Schloss Heiligenhoven und den „Weiblichen Arbeitsdienst“ in Schwarzenbach eingerichtet.
Während des Krieges befanden sich zwei Kriegsgefangenenlager in Lindlar, eines in Lindlar selbst und eines in Hommerich. Insbesondere das Lager Hommerich gelangte zu überregionaler Bekanntheit: Hier starben 42 von 98 sowjetischen Kriegsgefangenen nach Misshandlungen und an Unterernährung. 1942 wurden die Glocken der Kirchen zu Lindlar, Linde, Hohkeppel und Frielingsdorf zum Einschmelzen abgeliefert. Lediglich die Glocken von Hohkeppel überstanden, gelagert in Hamburg, den Krieg. Auch wurde im selben Jahr das Lindlarer Krankenhaus als Reservelazarett in Anspruch genommen. Lindlar galt zunächst als relativ sicher vor Luftangriffen. Erst 1944 fielen die ersten Fliegerbomben auf Lindlarer Gebiet, zunächst auf Schmitzhöhe und Schönenborn, dann auf Hausgrund mit zwei Todesopfern und auf Scheel mit einem Todesopfer. Als 1945 der Kriegsschauplatz sich dem Rhein näherte, wurden am 19. März 1945 bei einem Bombenangriff in Engelskirchen auch fünf Lindlarer Bürger getötet. Im April 1945 näherte sich die Front dem Gemeindegebiet und es folgten schwere Luftangriffe, bei denen über 13 Menschen den Tod fanden. Ab dem 12. April 1945 stand die US Army in Frielingsdorf und Engelskirchen und erreichte die Grenzen der Bürgermeisterei Lindlar. Es folgte ein starkes Artilleriefeuer auf den Ort, wodurch vier Lindlarer Bürger starben, auch das Krankenhaus erhielt 25 Volltreffer. Am 13. April gegen 8 Uhr besetzten die Amerikaner kampflos Lindlar und rückten weiter bis Wipperfürth vor.
Der Zweite Weltkrieg forderte insgesamt zirka 500 Todesopfer innerhalb der Gemeinde Lindlar (sowohl Zivilopfer als auch Gefallene).
Am 9. April 1945, nur drei Tage vor dem Einmarsch der Amerikaner in Lindlar und Overath, wurden in den Lindlarer Steinbrüchen des Brungerst zehn sowjetische Zwangsarbeiter aus Overath ermordet. Das Endphaseverbrechen ist beschrieben in Elisabeth Broichs Lindlar zwischen Kreuz und Hakenkreuz – Lindlar 1933-1945 unter dem Titel Das Russendrama. Nach dem Einmarsch der US-Truppen am 12. April 1945 wurde das Massaker aufgedeckt. Am 15. Juni 1945 mussten Lindlarer Bürger die bereits stark verwesten Leichen mit bloßen Händen ausgraben, die dann in offenen Särgen auf dem Kirchplatz in Lindlar aufgebahrt wurden. Die Bevölkerung Lindlars musste an den Särgen vorbeiziehen, was von den Amerikanern für das Nachrichtenformat Welt im Film aufgezeichnet wurde. Die sterblichen Überreste der zehn ermordeteten sowjetischen Zwangsarbeiter wurden 1947 auf den Lindlarer Friedhof umgebettet, nachdem sie zunächst auf dem Kirchplatz bestattet worden waren. Ihre Identität ist bis heute nicht geklärt. Eine Gedenktafel an der Kirche St. Severin in Lindlar erinnert an das Verbrechen.

### Seit 1945

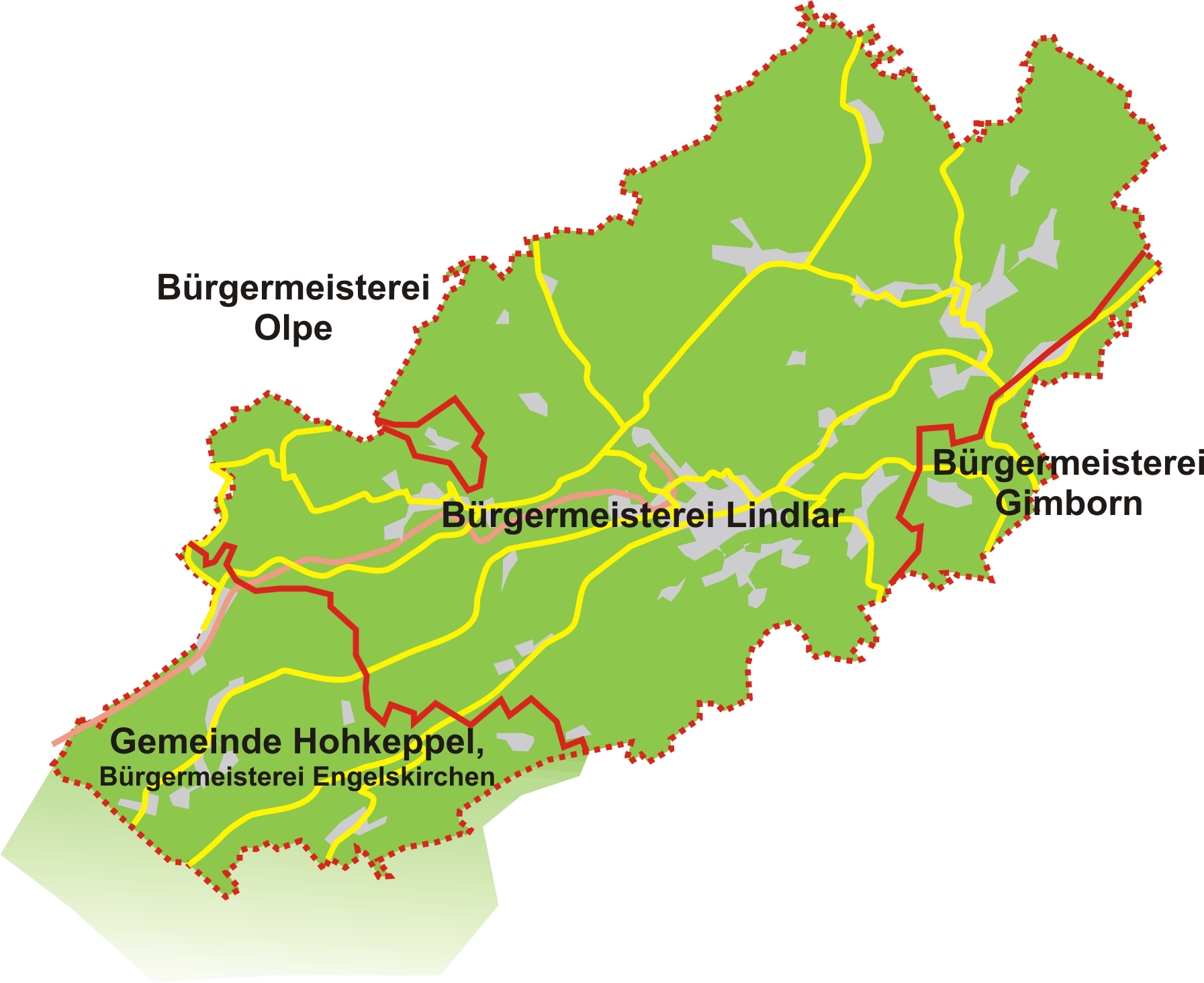
Kommunalgrenzen in Lindlar bis 1974

Durch den Zustrom von meist evangelischen Flüchtlingen wurde die einzige evangelische Kirche im Umkreis, in Kürten-Delling, schnell zu klein für die Gläubigen. Seit 1949 wurde es den Evangelischen gestattet, in den katholischen Pfarrkirchen zu Lindlar und Frielingsdorf einen evangelischen Gottesdienst abzuhalten. Diese Übergangslösung änderte sich erst 1950 mit der Bildung einer eigenständigen evangelischen Kirchengemeinde Lindlar. 1954 wurde in Lindlar die evangelische Jubilate-Kirche erbaut. 1965 erfolgte der Bau der evangelischen Rogate-Kirche in Frielingsdorf, die 2007 geschlossen und verkauft wurde.
1964 beschloss der Rat der Gemeinde für ab Ostern 1965 die Einrichtung einer einzügigen Realschule für Jungen und Mädchen, außerdem wurde im selben Schuljahr eine Sonderschule eingerichtet. Zum Schuljahresbeginn 1968/69 wurden die alten Volksschulen aufgelöst und in Grund- bzw. Hauptschulen unterteilt. Nun wurden in Lindlar alle evangelischen und katholischen Volksschulen aufgelöst und wie folgt zusammengefasst: Grundschulen in Lindlar, Frielingsdorf, Kapellensüng und Linde, Hauptschulen in Lindlar und Frielingsdorf. Alle Grundschulen mit Ausnahme der Lindlarer waren Gemeinschaftsgrundschulen. In der damaligen Gemeinde Hohkeppel befand sich in Schmitzhöhe eine Grund- und Hauptschule. Anfang der 1970er-Jahre wurde die Winterschule von Lindlar nach Wipperfürth verlegt. 1977 wurde die Haupt- und Realschule im Schulzentrum am Wilhelm-Breidenbach-Weg untergebracht. Die Hauptschule Frielingsdorf wurde später aufgelöst. Seit 1998 gibt es das Gymnasium Lindlar, das die Räume der katholischen Grundschule Lindlar bezog. Diese wurde in zwei Grundschulen aufgeteilt. So bestehen heute in Lindlar Grundschulen in Frielingsdorf, Kapellensüng, Linde, Schmitzhöhe, Lindlar-West und Lindlar-Ost, eine Sonder-, Haupt- und Realschule sowie ein Gymnasium in Lindlar.
Die Bahnstrecke Köln-Mülheim–Lindlar (im Volksmund „Sülztalbahn“ genannt) wurde 1966 trotz schärfster Proteste der Gemeindeverwaltung stillgelegt, schon 1960 fuhr der letzte Personenzug. Der Güterverkehr wurde am 22. Mai 1966 eingestellt. Auch die Kleinbahn Marienheide–Engelskirchen wurde 1958 eingestellt. Der Betrieb erfolgte zuletzt auf einem kleinen Stück von Kaiserau bis Engelskirchen. Die Kleinbahn wurde vollständig demontiert, von der „Sülztalbahn“ stehen noch einige Bahnhöfe und Bauwerke und große Teile des Bahndamms im Bereich Immekeppel.
Im Rahmen der kommunalen Neuordnung am 1. Januar 1975 wurde nicht nur das Amtsgericht Lindlar aufgelöst, sondern auch die Gemeinde Lindlar dem Oberbergischen Kreis zugeschlagen. Die Gemeinde Hohkeppel wurde auf die Gemeinden Overath (vgl. § 10 Nr. 2 Köln-Gesetz), Engelskirchen (vgl. § 13 Abs. 2 Nr. 2 Köln-Gesetz) und Lindlar (vgl. § 14 Abs. 1 Köln-Gesetz) verteilt. Ebenso kamen Teile der Gemeinden Engelskirchen, Gimborn, Olpe und Overath (vgl. § 14 Abs. 2 Köln-Gesetz) hinzu. So gehörte Lindlar seit dem 19. Jahrhundert drei Kreisen an: von 1816 bis 1932 dem Kreis Wipperfürth, von 1932 bis 1974 dem Rheinisch-Bergischen Kreis und seit 1975 dem Oberbergischen Kreis. Der Wechsel des Kreises hatte auch auf den Verkehr Auswirkungen, so fuhr in Lindlar nicht mehr die Wupsi (KWS Kraftverkehr Wupper-Sieg AG), sondern die Oberbergische Verkehrs-AG (OVAG).

### Einwohnerentwicklung

Diagramm: Bevölkerungsentwicklung von 1816 bis 2017

| Jahr | Einwohner |
| ---- | --------- |
| 1816 | 5.050     |
| 1825 | 5.406     |
| 1828 | 5.430     |
| 1890 | 6.292     |
| 1922 | 6.670     |
| 1938 | 6.939     |
| 1946 | 10.339    |
| 1958 | 11.069    |
| 1968 | 12.837    |

| Jahr | Einwohner |
| ---- | --------- |
| 1974 | 13.831    |
| 1990 | 19.307    |
| 1992 | 19.800    |
| 1995 | 20.945    |
| 1999 | 21.750    |
| 2002 | 22.581    |
| 2003 | 22.646    |
| 2004 | 22.714    |
| 2005 | 22.388    |

| Jahr | Einwohner |
| ---- | --------- |
| 2006 | 22.271    |
| 2007 | 22.528    |
| 2008 | 22.328    |
| 2011 | 21.708    |
| 2012 | 21.071    |
| 2013 | 21.038    |
| 2016 | 21.375    |
| 2017 | 21.513    |
| 2022 | 21.665    |

## Ortschaften, Dörfer, Weiler

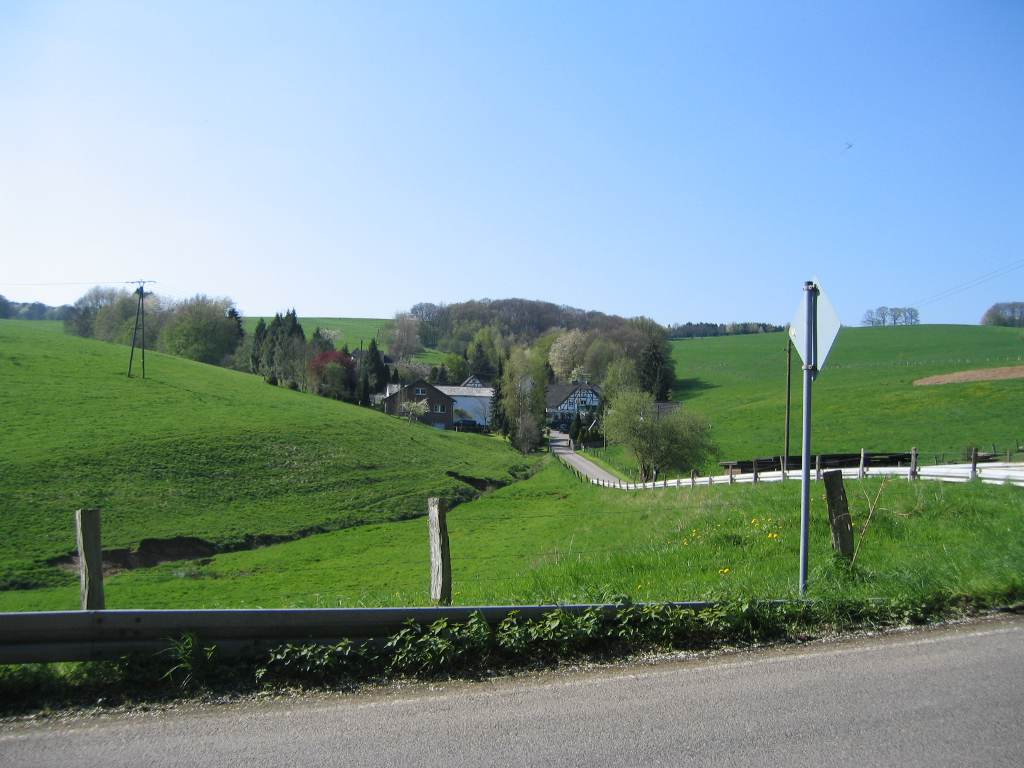
Lindlar Ellersbach

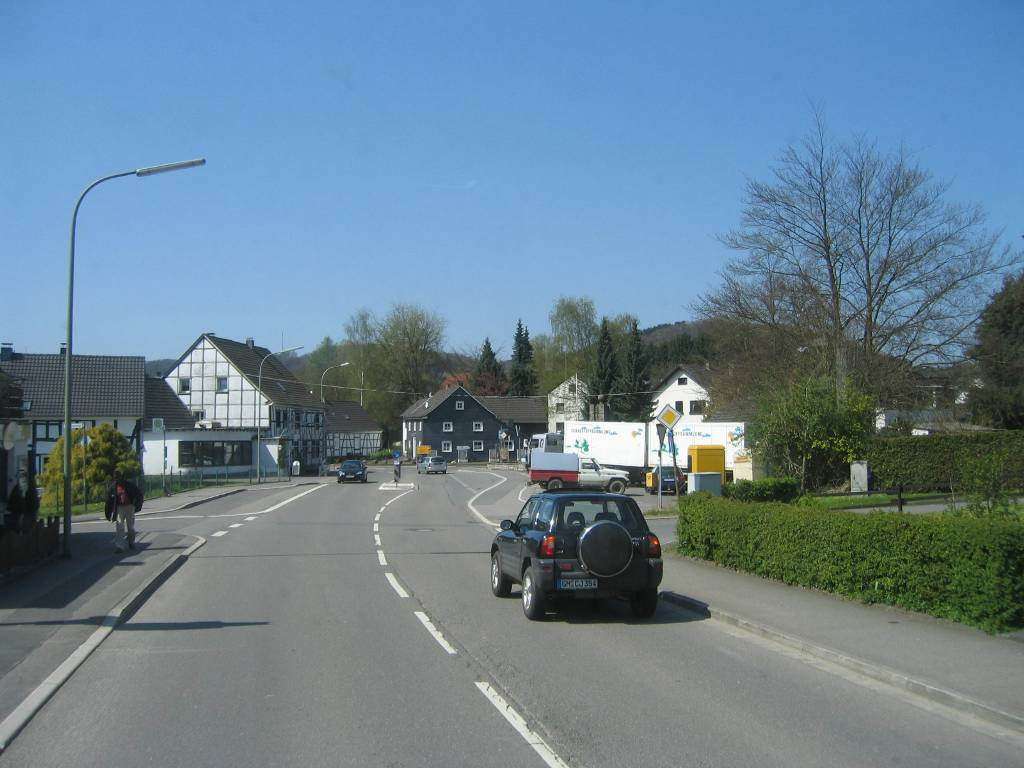
Lindlar Hartegasse

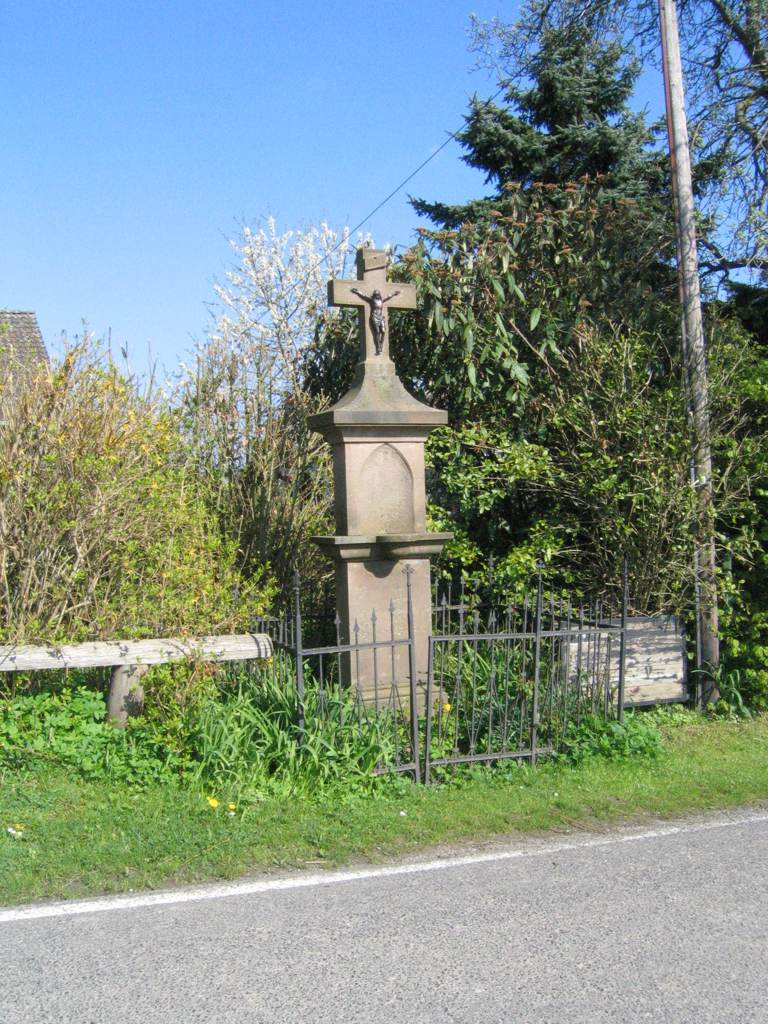
Wegekreuz in Wurtscheid

| A | Abrahamstal – Altenhof – Altenlinde – Altenrath |
| B | Berg – Berghäuschen – Berghausen – Böhl – Bolzenbach – Bomerich – Bonnersüng – Breun – Brochhagen – Bruch – Brückerhof – Buchholz – Burg |
| D | Dassiefen – Diepenbach – Dutztal |
| E | Ebbinghausen – Eibach – Eibachhof – Eibacherhammer – Eichholz – Ellersbach – Eremitage |
| F | Fahn – Falkenhof – Fenke – Felsenthal – Frangenberg – Frielingsdorf |
| G | Georghausen |
| H | Hammen – Hartegasse – Hausgrund – Heibach – Heiligenhoven – Helle – Herkenhähn – Hinterrübach – Hönighausen – Hoffstadt – Hohbusch – Hohkeppel – Holl – Holl (Hohkeppel) – Holz – Hommerich – Horpe                                                             |
| K | Kaiserau – Kalkofen – Kaltenborn – Kapellensüng – Kaufmannsommer – Kemmerich – Kepplermühle – Klause – Klespe – Kleuelshöhe – Köttingen – Krähenhof – Krähsiefen – Kuhlbach – Kurtenbach                                                                        |
| L | Lehmshof – Leienhöhe – Lenneferberg – Lennefermühle – Linde – Lingenbach – Löhsüng – Loxsteeg |
| M | Merlenbach – Mittelbreidenbach – Mittelbrochhagen – Mittelheiligenhoven – Mittelsteinbach – Müllemich – Müllerhof – Müllersommer |
| N | Neuenfeld – Niederhabbach |
| O | Oberbergscheid – Oberbilstein – Oberbreidenbach – Oberbrochhagen – Oberbüschem – Oberfeld – Oberfrielinghausen – Oberhabbach – Oberheiligenhoven – Oberhürholz – Oberkotten – Oberlichtinghagen – Oberschümmerich – Obersülze – Obersteinbach – Ohl – Orbach    |
| P | Pothoff |
| Q | Quabach |
| R | Rehbach – Remshagen – Reudenbach – Roderwiese – Rölenommer |
| S | Schätzmühle – Scheel – Scheller – Scheurenhof – Schlürscheid – Schlüsselberg – Schmitzhöhe – Schneppensiefen – Schönenborn – Schwarzenbach – Siebensiefen – Sieferhof – Spich – Steinenbrücke – Steinscheid – Stelberg – Stolzenbach – Stoppenbach – Süttenbach |
| T | Tannenhof – Tüschen |
| U | Unterbergscheid – Unterbüschem – Unterbreidenbach – Unterbrochhagen – Unterfeld – Unterfrielinghausen – Unterheiligenhoven – Unterhürholz – Unterkotten – Unterlichtinghagen – Unterommer – Unterschümmerich – Untersteinbach – Untersülze                      |
| V | Vellingen – Vorderrübach – Voßbruch |
| W | Waldbruch – Waldheim – Wallerscheid – Weiersbach – Weißenpferdchen – Welzen – Weyer – Wiedfeld – Wurtscheid – Wüstenhof |
| Z | Zäunchen |

## Politik

### Gemeinderat
Der Rat der Gemeinde Lindlar hat 36 Sitze, die sich auf die einzelnen Parteien wie folgt verteilen:
|       | CDU | SPD | GRÜNE | FDP | Gesamt |
| 20040 | 19  | 10  | 4     | 3   | 36     |
| 2009  | 19  | 8   | 5     | 4   | 36     |
| 2014  | 19  | 10  | 5     | 2   | 36     |
| 2020  | 16  | 10  | 8     | 2   | 36     |

### Bürgermeister
- 1808–1809: Georg Klug
- 1809–1815: Johann Joseph David Friederichs
- 1815–1836: Franz Alexander Court, Bürgermeister für Lindlar, Engelskirchen und Hohkeppel
- 1836–1839: Heinrich Schade, Adolf Nelles, Johann Heinrich Bau, kommissarische Bürgermeister
- 1839–1844: Johann Heinrich Bau
- 1844–1846: Friedrich Bremmer, kommissarischer Bürgermeister für Lindlar, Engelskirchen und Hohkeppel
- 1846–1851: Friedrich Bremmer, Bürgermeister für Lindlar, kommissarischer Bürgermeister für Engelskirchen
- 1851–1890: Wilhelm Hofstadt
- 1890–1897: Adolf Mausbach
- 1897–1918: Johann Peiffer
- 1919–1925: Joseph Kelleter
- 1926–1934: Fritz Jung
- 1934–1945: Fritz Bergerhoff (NSDAP)
- 1947–1949: Karl Stiefelhagen (CDU)
- 1950–1956: Wilhelm Fischer (CDU)
- 1956–1975: Josef Bosbach (CDU)
- 1975–1979: Josef Vollmer (CDU)
- 1979–1999: Siegfried Sax (CDU)
- 1999–2004: Konrad Heimes (CDU) als hauptamtlicher Bürgermeister
- 2004–2011: Hermann-Josef Tebroke (CDU) als hauptamtlicher Bürgermeister
- seit 2012:00Georg Ludwig (CDU) als hauptamtlicher Bürgermeister

### Wappen, Flagge, Banner und Siegel
| Wappen der Gemeinde Lindlar | Blasonierung: „Geteilt von Silber (Weiß) und Schwarz; oben ein wachsender blau gezungter und bewehrter roter Löwe, unten eine goldene (gelbe) Waage.“ |
| Wappen der Gemeinde Lindlar | Wappenbegründung: Das von Wolfgang Pagenstecher aus Düsseldorf entworfene Wappen wurde am 6. August 1935 vom Oberpräsidenten der preußischen Rheinprovinz in Koblenz genehmigt. „Der Scheffen Sigel zu Keppel“, lautet die Umschrift des Siegels des ehemaligen Gerichtes Keppel zu Lindlar im alten Bergischen Amt Steinbach. Es zeigt im Siegelfeld in einem Barockschild das Wappen mit dem aufsteigenden Bergischen Löwen als Herrschaftswappen und die Waage als Symbol der Gerechtigkeit der Schöffen. Das Siegel ist 3,05 Zentimeter groß und aus einer Urkunde vom 4. Dezember 1781 im Band XV des katholischen Pfarrarchivs in Lindlar überliefert. Erstmals urkundlich erwähnt wurde Lindlar 1109, eine Urkunde von 958 erwähnt jedoch bereits Hohkeppel (Kaldenkepelle). Da die Gemeinde Lindlar seinerzeit den größten Teil des Hohkeppeler Landgerichtsbezirks ausmachte, konnte das Schöffensiegel Keppel dem Wappen der Gemeinde zugrunde gelegt werden. |

| Banner, Siegel und Hissflagge |  |
|                               |  |
|                               |  |

Hissflagge: „Die Flagge ist rot-weiß geteilt mit dem Wappen der Gemeinde in der Mitte.“
Banner: „Das Banner ist rot-weiß gespalten mit dem Wappen der Gemeinde in der Mitte.“
Siegel: „Das Dienstsiegel enthält das Wappen und die Umschrift ‚G e m e i n d e  *  L i n d l a r‘.“

### Städtepartnerschaften
- Brionne, Normandie, Frankreich (seit 9. Oktober 1983)
- Shaftesbury, Dorset, England (seit 12. Dezember 1981)
- Kaštela, Dalmatien, Kroatien (seit 2. März 1987)
- Radomyschl, Schytomyr, Ukraine (Beschluss Gemeinderat Lindlar am 28. März 2023)[14]

## Kultur

### Kirchengemeinden

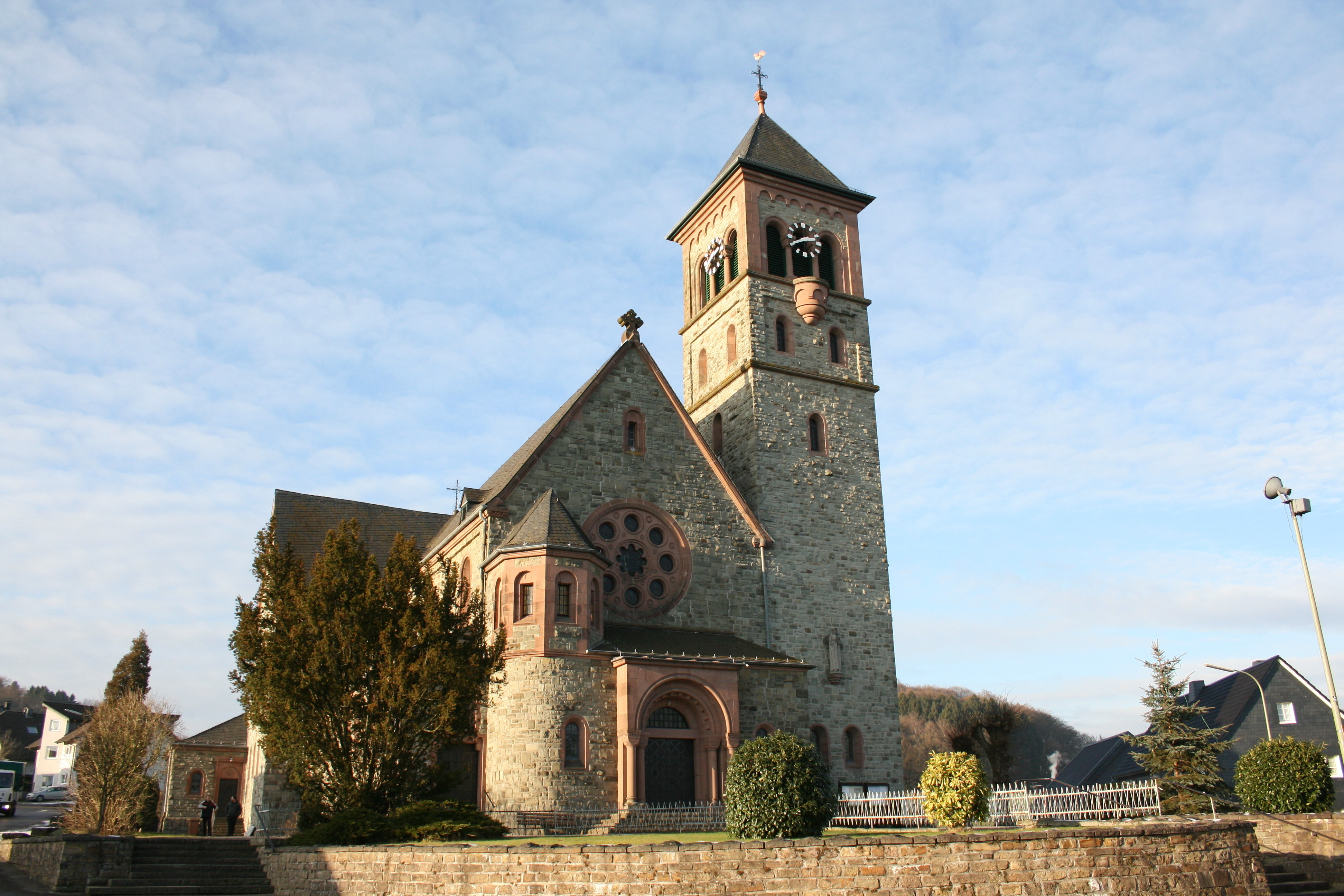
St. Agatha in Kapellensüng

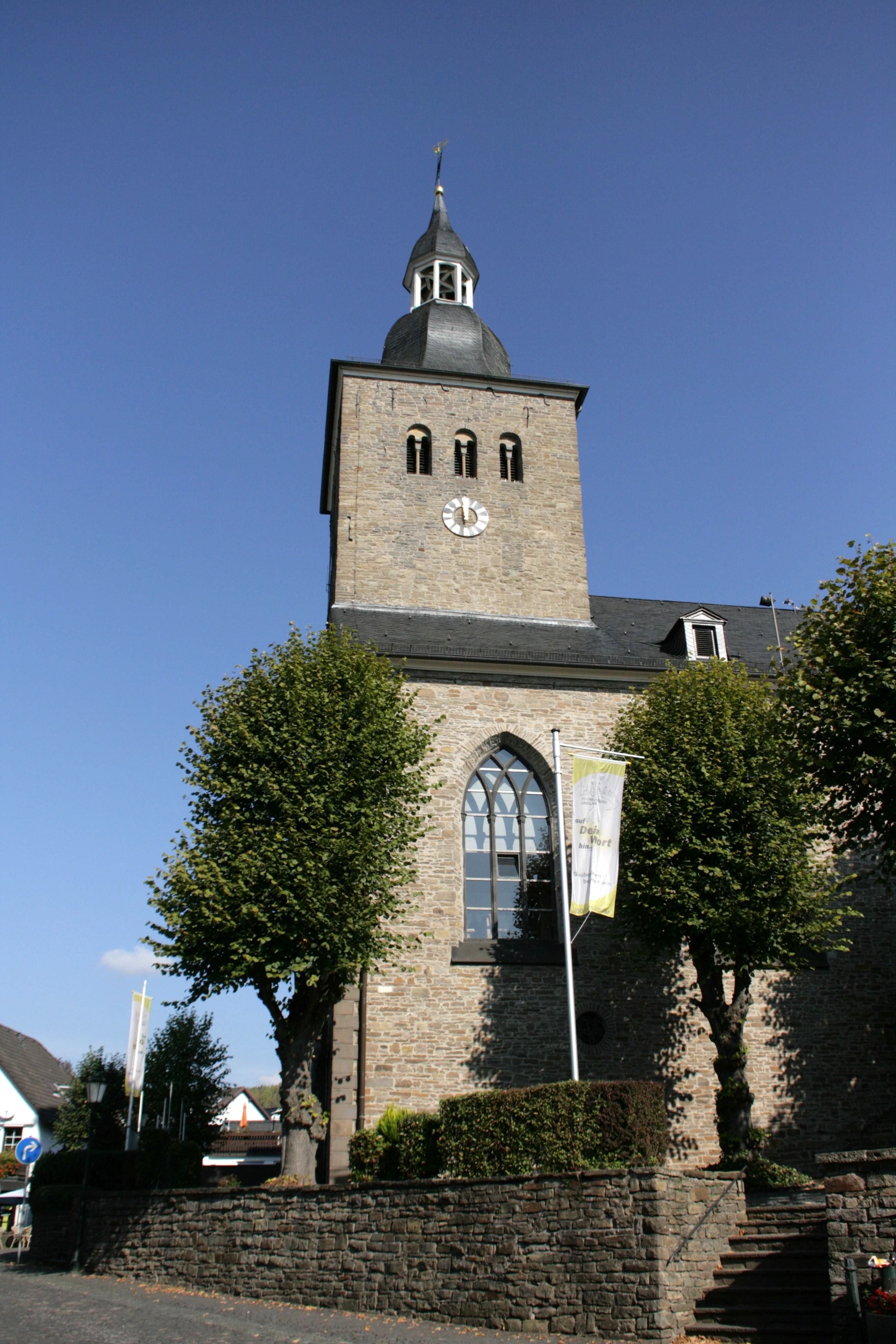
St. Severin im Ortszentrum

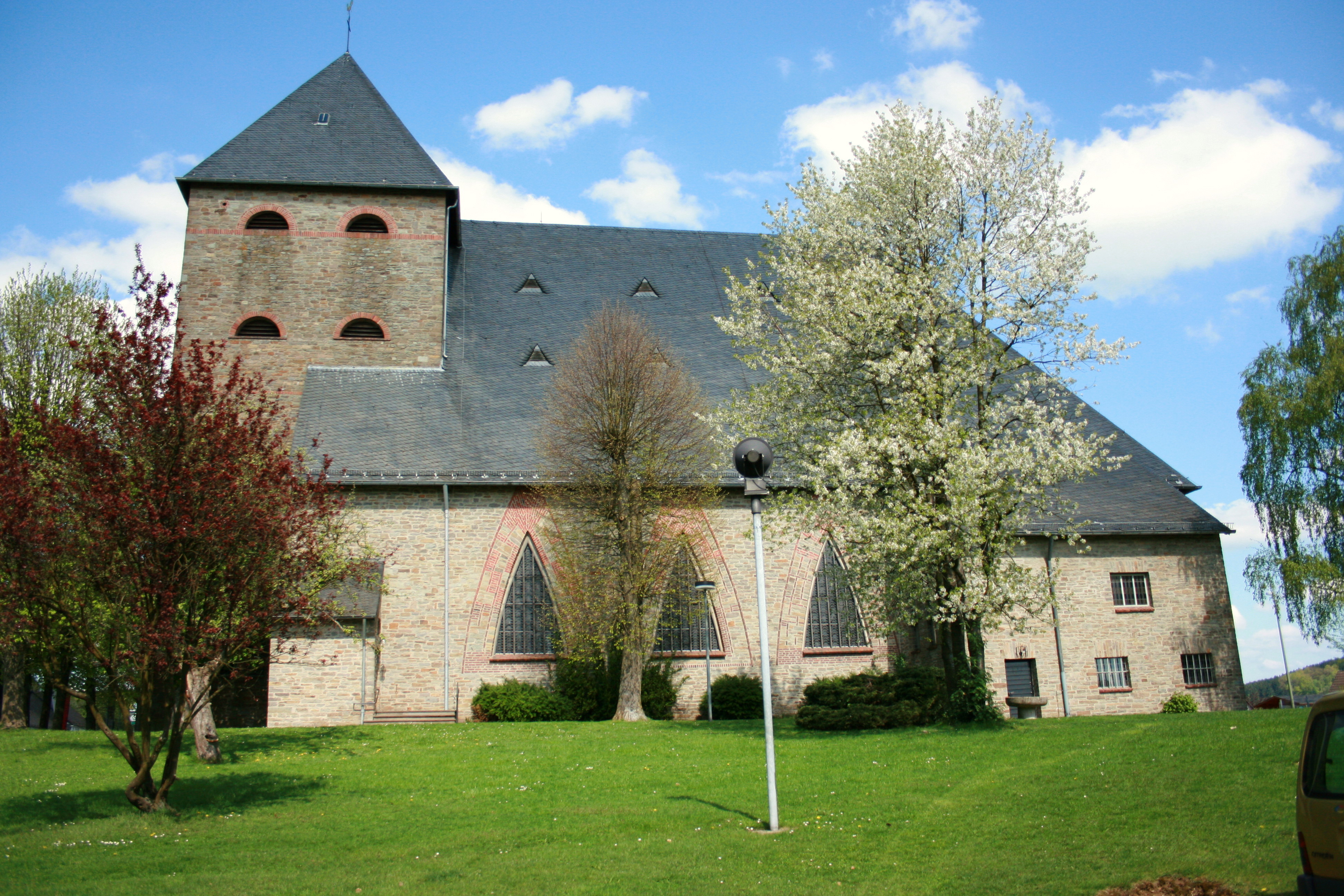
St. Apollinaris in Frielingsdorf

War Lindlar bis zum Zweiten Weltkrieg überwiegend katholisch, so wurde wegen der gestiegenen Zahl protestantischer Einwohner 1956 eine evangelische Kirche errichtet. Zu Beginn der 1990er-Jahre siedelte sich außerdem eine evangelische Freikirche an, und die Neuapostolische Kirche gibt es seit dem 7. November 1982.
So gibt es in Lindlar nun
- sechs katholische Kirchen in Lindlar (Wallfahrt), Frielingsdorf (Wallfahrt), Kapellensüng, Linde, Schmitzhöhe und Hohkeppel (Wallfahrt)

Im Lindlarer Ortskern wird in St. Severin der Heilige Severin verehrt. Die Wallfahrt findet am 23. Oktober statt.
- eine evangelische Kirche in Lindlar (die Rogate-Kirche in Frielingsdorf wurde 2007 geschlossen und verkauft)
- eine evangelische Freikirche in Lindlar
- eine Neuapostolische Kirche in Lindlar

### Kulturelle Einrichtungen
Lindlar verfügt über ein Kulturzentrum mit über 800 Plätzen, in dem regelmäßig Theater- und Musikveranstaltungen stattfinden. Kleinere Veranstaltungen bedienen sich des Ratsaals „Alte Schule“ in der Eichenhofstraße.
Die Gemeindebücherei Lindlar verfügt über eine große Auswahl an Büchern und wird von einem Förderverein mitgetragen.

### Sehenswürdigkeiten

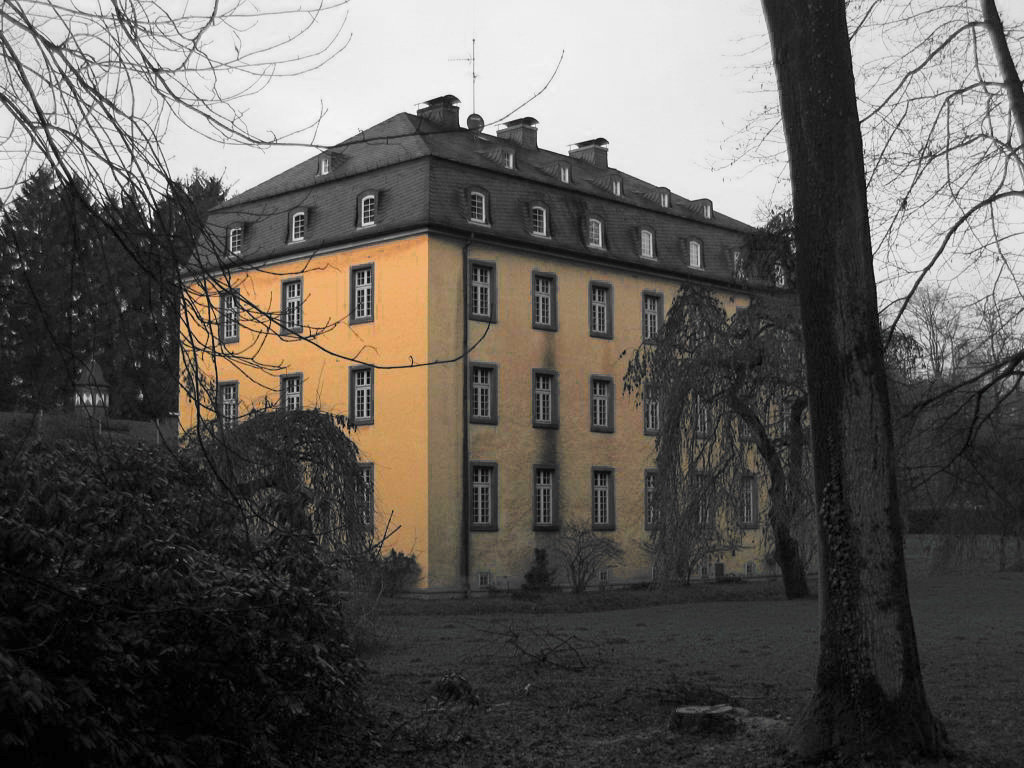
Herrenhaus von Schloss Heiligenhoven

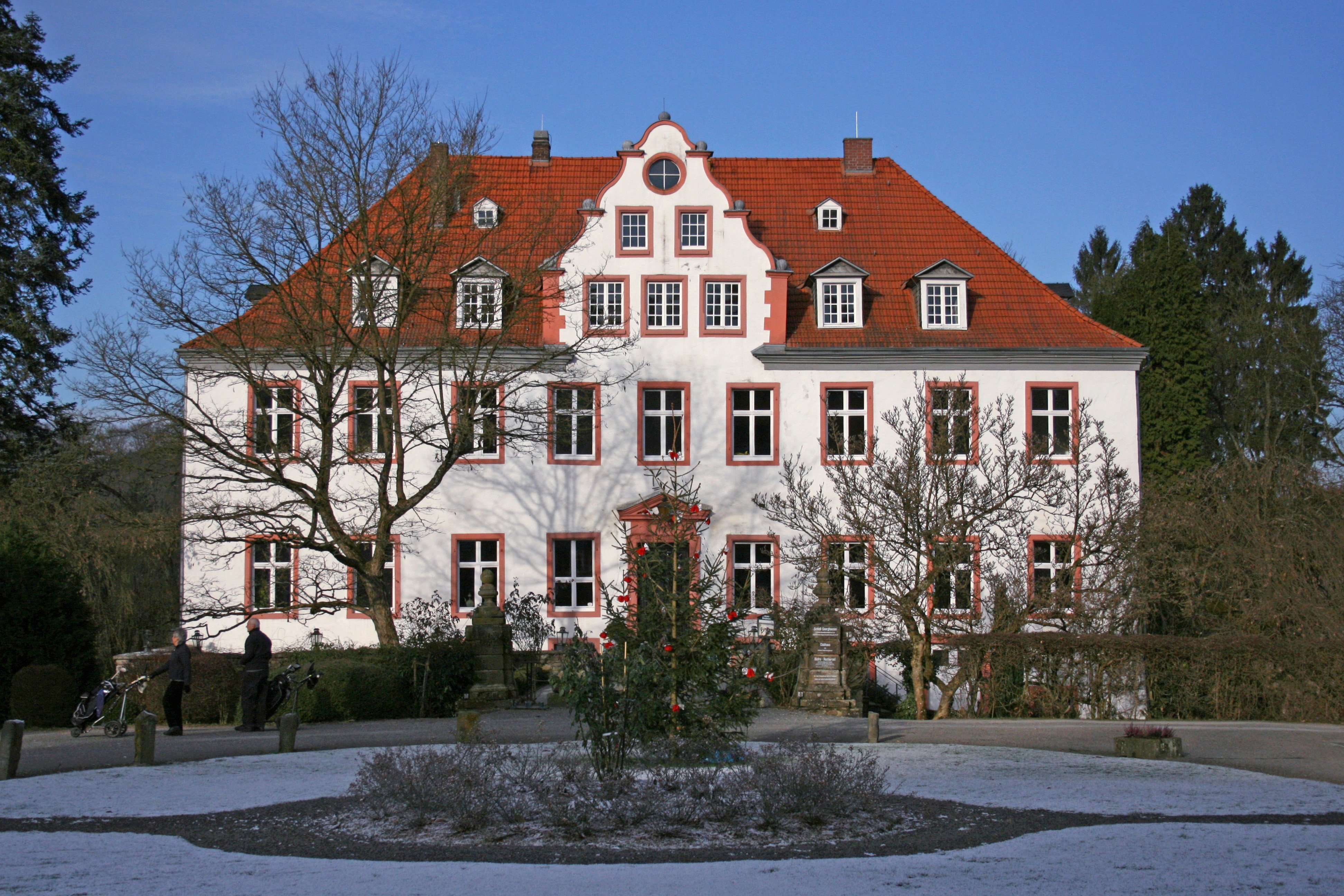
Schloss Georghausen

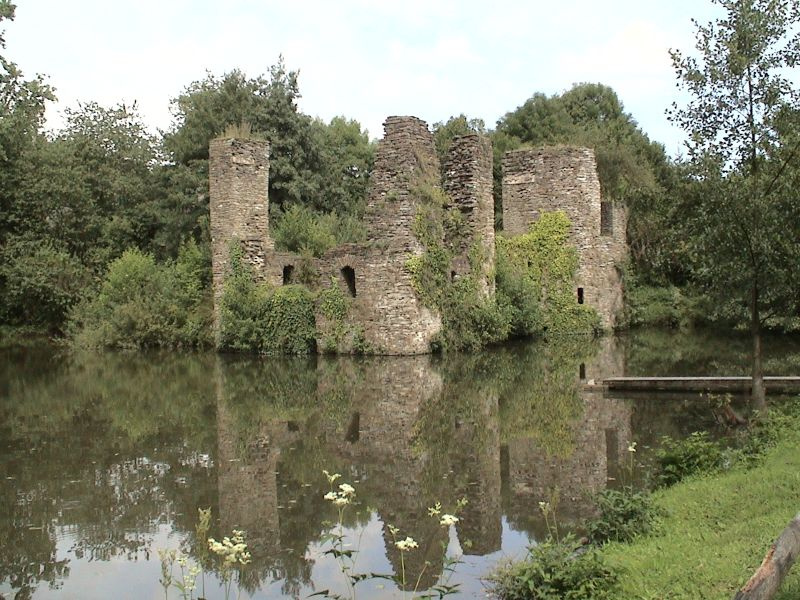
Ruine Eibach

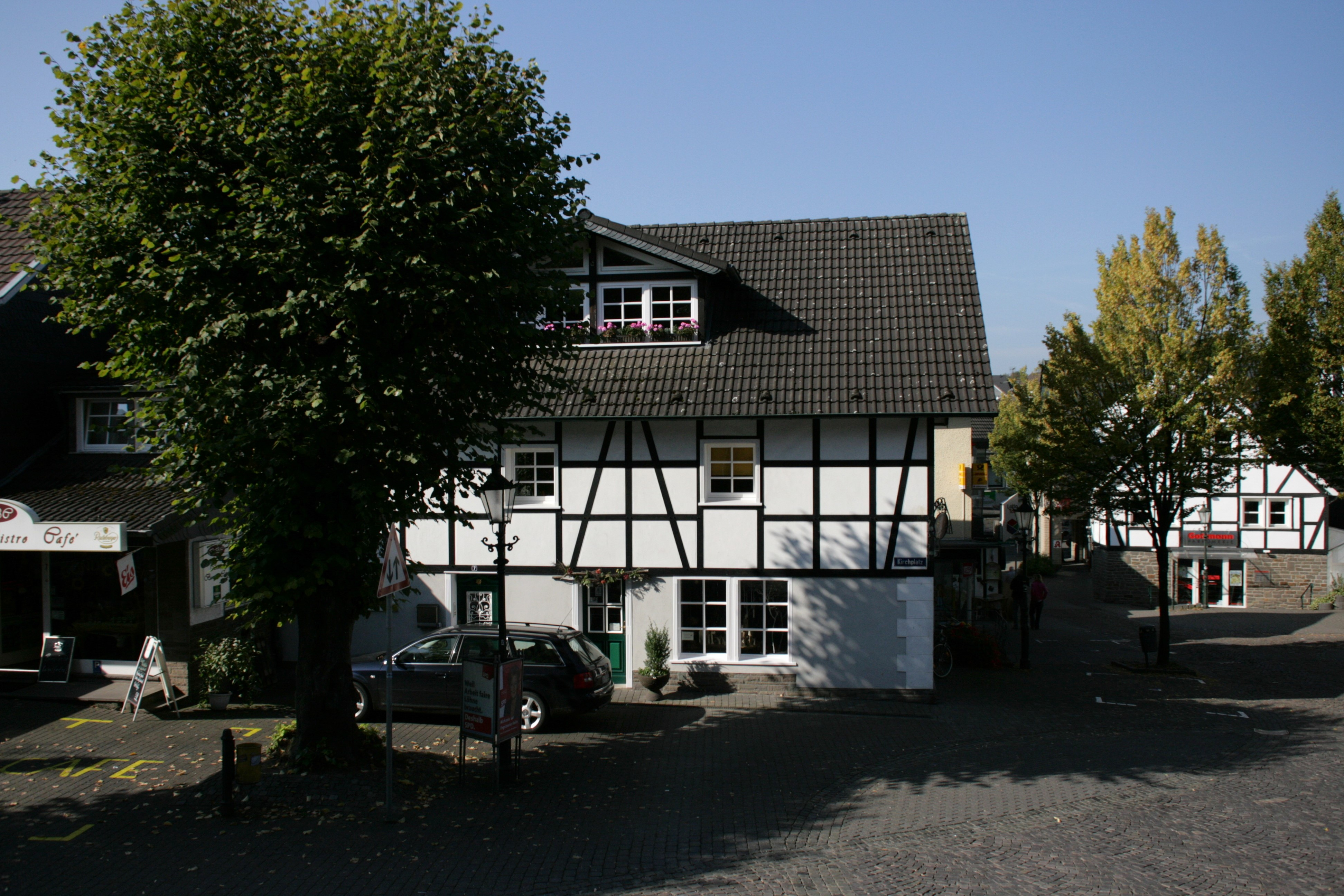
Hauptstraße und Kirchplatz bei St. Severin

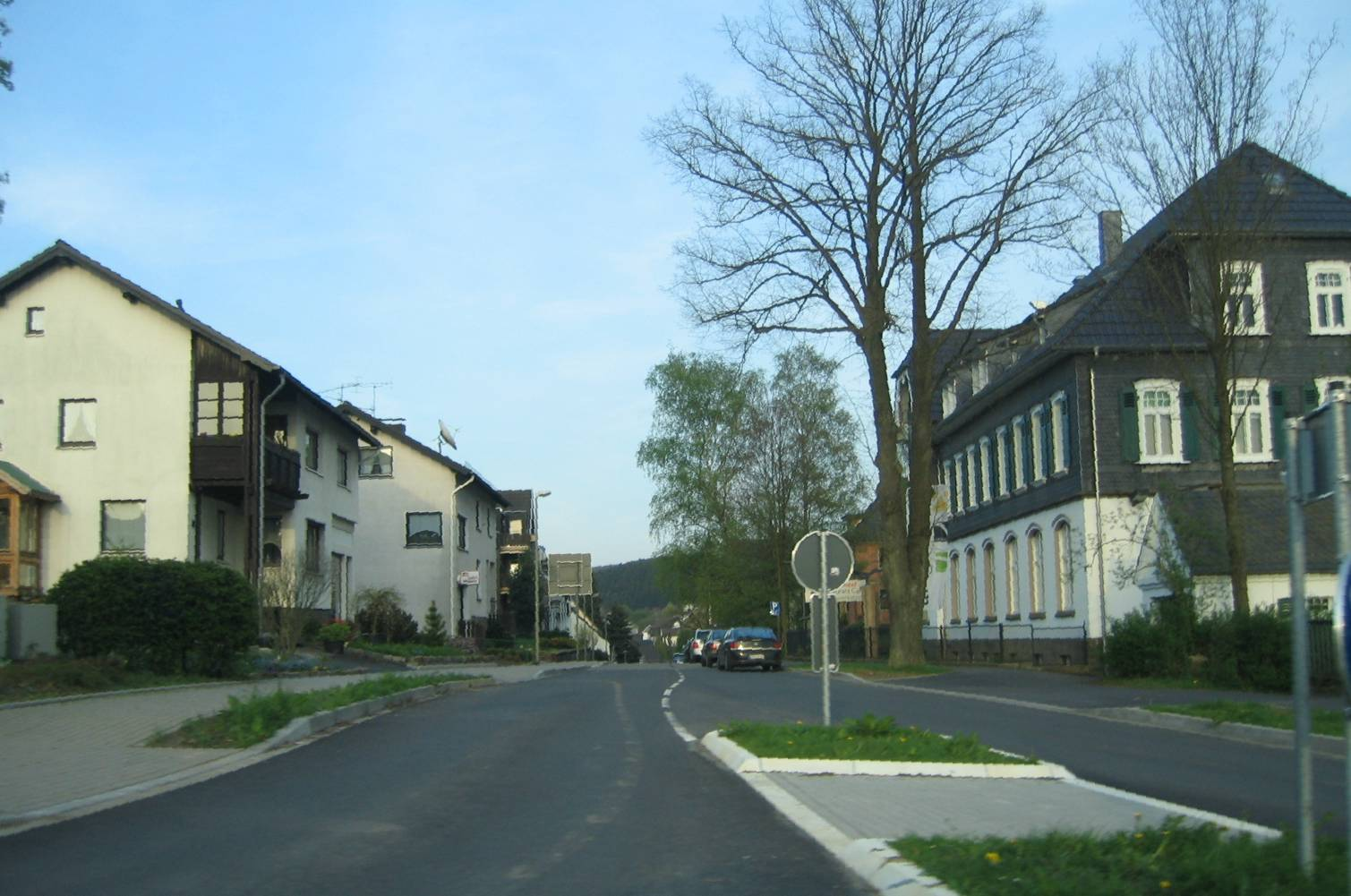
Die Pollerhofstraße in Lindlar. Rechts im Bild findet sich die alte Winterschule

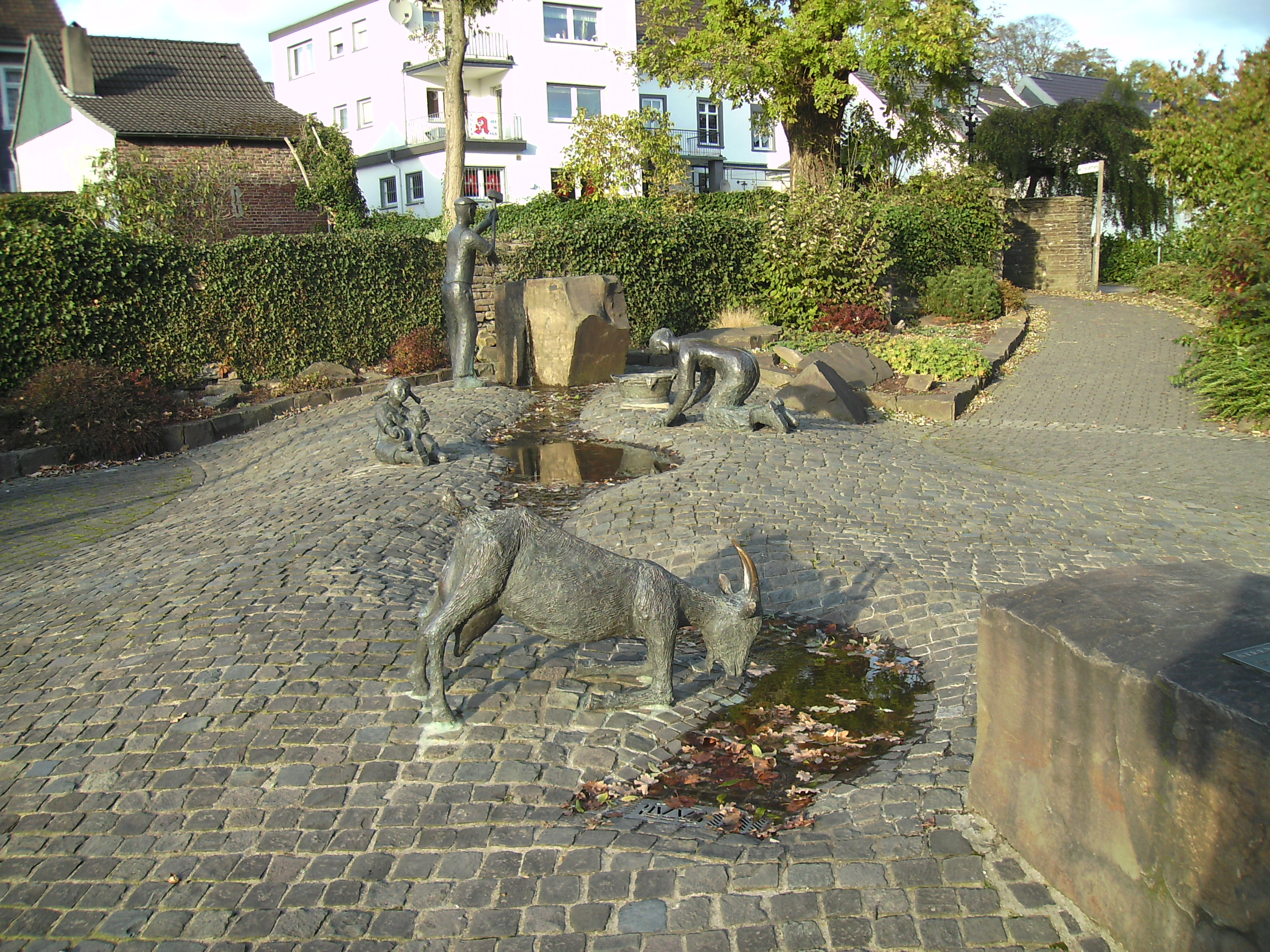
Steenkueler-Brunnen, Marktplatz

Die Gemeinde bezeichnet sich selbst als Tourismusgemeinde und sieht sich als Ferien- und Freizeitort. Die historischen Ortskerne von Lindlar, Hohkeppel und Linde sind sehenswert. Außerdem stehen entlang der Wanderwege im Oberbergischen Land häufig Wegekreuze und auch viele kleinere Kapellen. Viele Sehenswürdigkeiten genießen Denkmalschutz.
Burgen und SchlösserIm Gemeindegebiet liegen die Burgruine und ehemalige Wasserburg Eibach, die Burg Neuenberg, die Burg Unterheiligenhoven, das Schloss Heiligenhoven und das Schloss Georghausen.
KirchenDie katholische Pfarrkirche St. Severin stammt aus dem 12. Jahrhundert. Weitere katholische alte und sehenswerte Kirchen gibt es in Hohkeppel und Linde. Die evangelische Jubilate-Kirche wurde zwischen 1954 und 1956 erbaut.
WegekreuzeWohl keine Gegend im Bergischen Land ist so reich mit Kreuzen und Fußfällen versehen wie die Gemeinde Lindlar. Die Steinbrüche am Brungerst lieferten Steine, die von Meistern behauen wurden und die Jahrhunderte gut überdauerten.
Bauwerke und Anlagen
Am Marktplatz
- Altes Amtshaus: hier wurde im ausgehenden 18. Jahrhundert ein Friedensvertrag zwischen Frankreich und Österreich geschlossen.
- Haus Prinz: repräsentatives Fachwerkhaus um 1750.

Im Ort
- Schmiede Lamsfuß, Hauptstraße, aus dem späten 18. Jahrhundert, 1986 restauriert.
- Amtsgericht Lindlar, Pollerhofstraße.
- Alte Winterschule, Pollerhofstraße
- Haus Kelleter, Bachstraße
- Haus Plietz, Eichenhofstraße
- Haus der Begegnung
- Haus Gronewald
- Kath. Pfarrhaus.
- Ratssaal „Alte Schule“.
- Haus Willmer, Am Fronhofsgarten

Monumente und Skulpturen
- Kriegerdenkmal, Eichenhofstraße, 1877
- Lindlarer „Bessemsbenger“, Eichenhofstraße, Holzfigur
- „Arche für den Frieden“ an der Kirche, 5to-Stein 1999
- Steinhauerfamilie: Steenkueler-Brunnen, Marktplatz

MärkteRegelmäßig finden Trödelmärkte, Kunsthandwerkermärkte, Bauernmärkte im Bergischen Freilichtmuseum sowie ein Weihnachtsmarkt statt. Als Besonderheit findet in Lindlar ein Oldtimer-Markt in Schmitzhöhe statt. Wöchentlich freitags findet im Ortskern ein Wochenmarkt statt
MuseenNicht weit vom Ort liegt das LVR-Freilichtmuseum Lindlar. In Lindlar-Altenrath gibt es ein Kuriositätenmuseum und in Lindlar-Linde hat zudem ein Privatsammler auf dem ehemaligen Gelände des Bahnhofs Lokomotiven gesammelt

### Schulen und Bildungseinrichtungen
In Lindlar befinden sich fünf Grundschulen in verschiedenen Dörfern: Frielingsdorf, Kapellensüng, Linde, Schmitzhöhe, Lindlar-West und Lindlar-Ost. Als weiterführende Schulen bestehen eine Hauptschule, eine Realschule, ein Gymnasium sowie eine Sonderschule für Lernbehinderte- und E-Schüler. Haupt- und Realschule sind in einem Schulzentrum untergebracht und unweit davon das 1997 gegründete Gymnasium. Die nächste berufsbildende Einrichtung befindet sich in Wipperfürth, Gummersbach oder Bergisch Gladbach. In Lindlar gibt es auch eine Zweigstelle der VHS.

### Öffentliche Einrichtungen

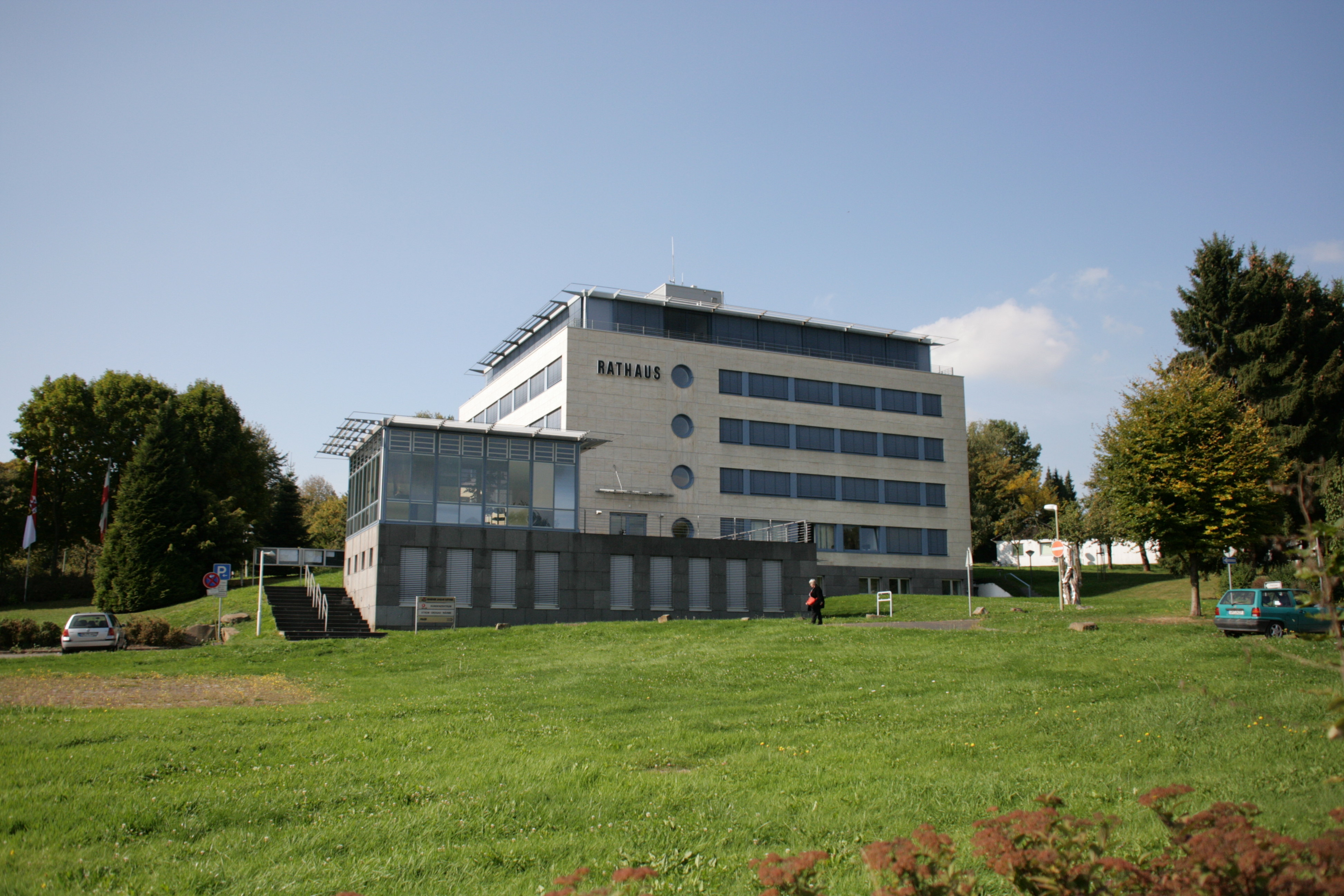
Das Lindlarer Rathaus

Behördlichen Angelegenheiten des Jugendamtes lassen sich in Lindlar erledigen. Der Oberbergische Kreis hat in der Gemeinde eine Außenstelle eingerichtet. Die Polizeiinspektion Nord des Landrats als Kreispolizeibehörde des Oberbergischen Kreises ist mit einer Bezirksdienststelle präsent.
Die Freiwillige Feuerwehr betreibt vier Einheiten auf dem Gemeindegebiet: Löschzug Lindlar, Löschzug Frielingsdorf-Scheel, Löschgruppe Hohkeppel und Löschgruppe Remshagen
Für touristische Belange wurde LindlarTouristik eingerichtet.
Ferner findet sich in Lindlar die Kreisstellen Oberbergischer Kreis / Rheinisch-Bergischer Kreis der Landwirtschaftskammer Nordrhein-Westfalen.

### Gesundheitswesen

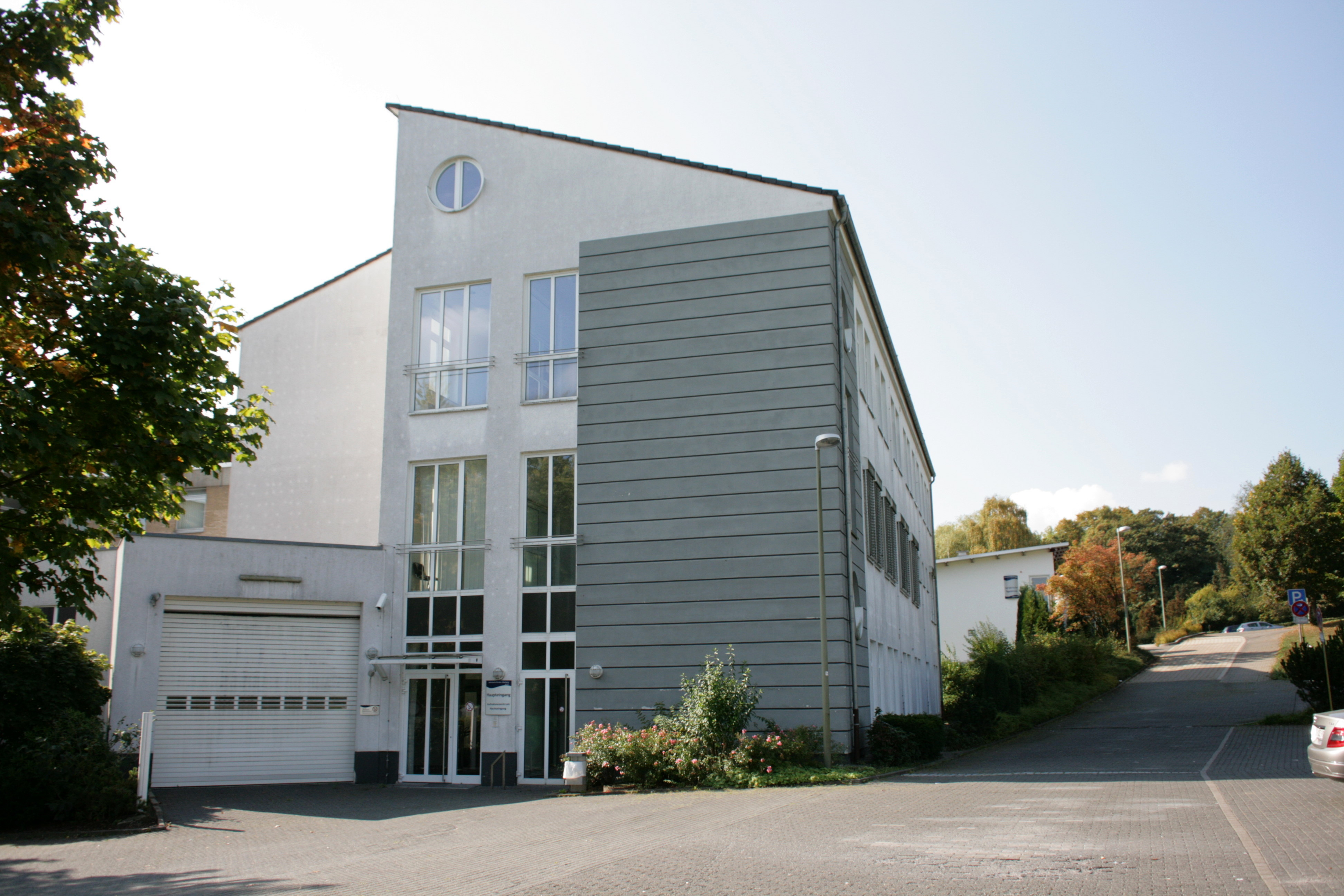
Das Ärztehaus des ehemaligen Herz-Jesu-Krankenhaus

Das Herz-Jesu-Krankenhaus Lindlar verfügte über 60 Betten in der Abteilung Geriatrie sowie ein angeschlossenes Ärztehaus. 2005 wurde es um eine Geriatrische Tagesklinik mit zehn Betten erweitert. Seit 1999 besteht eine Kooperation mit dem St. Josef-Krankenhaus Engelskirchen in Form der „Katholische Kliniken Oberberg gGmbH“. Seit Ende 2005 ist im Lindlarer Krankenhaus kein Notarzt mehr im Bereitschaftsdienst. Die notärztliche Versorgung wird in der Gemeinde Lindlar über das sogenannte Rendezvous-System sichergestellt. Das NEF (Notarzteinsatzfahrzeug) aus Engelskirchen oder Wipperfürth – besetzt mit Rettungsassistent und Notarzt – kann alle in Lindlar befindlichen Einsatzgebiete anfahren. Ein RTW (Rettungswagen) sowie ein KTW (Krankentransportwagen) sind weiterhin in Lindlar stationiert, wenn dieser im Einsatz ist, wird das Gebiet von den benachbarten Wachen Engelskirchen und Wipperfürth versorgt. Außerdem fährt bei Bedarf zusätzlich der RTW Kürten oder RTW Overath aus dem Rheinisch-Bergischen Kreis im Rahmen der überörtlichen Hilfeleistung im westlichen Bereich der Gemeinde. 2009 wurde die internistische und die urologische Abteilung vom Herz-Jesu-Krankenhaus Lindlar zum St. Josef-Krankenhaus Engelskirchen verlegt, sodass in Lindlar nur noch die Geriatrie verblieb. Am 18. Juni 2018 wurden die letzten Patienten der Geriatrie in das Engelskirchener Krankenhaus verlegt. Damit hat Lindlar kein eigenes Krankenhaus mehr. Das ehemalige Krankenhaus wurde in ein Seniorenheim umgebaut, außerdem Befindet sich dort nun eine Apotheke und zwei Ärztehäuser. Die dem Haus angeschlossene Rettungswache hat einen neuen Stützpunkt in unmittelbarer nähe der alten Wache erhalten, dafür wurde auf dem angrenzenden Parkplatzgelände des Rathauses eine neue Rettungswache gebaut in der zwei Rettungswagen 24/7 bereit stehen. Mit dem umbau des Schloss Heiligenhoven zur "Schlossklinik Bergisches Land" entsteht eine Privatklinik für Psychiatrie, Psychotherapie und Psychosomatik der Limes Schlosskliniken AG.

## Freizeit und Sport
Lindlar verfügt, als eine der wenigen Gemeinden, über einen eigenen Freizeitpark. Er grenzt direkt an den Schlosspark des Schloss Heiligenhoven und an das Lindlarer Kulturzentrum. Ferner findet sich eine Parkanlage bei Haus Plietz im Ortszentrum.

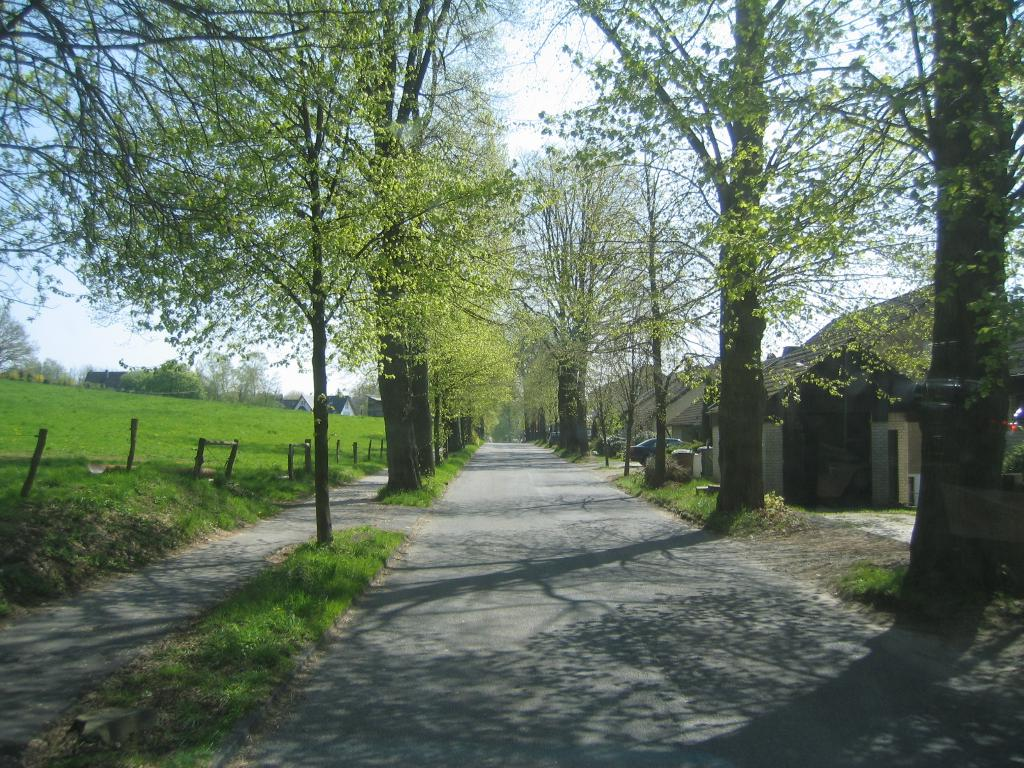
Lindlar-Altenlinde

Die Gemeinde verfügt über sieben Sportplätze, ein Stadion mit Rasenplatz sowie eines mit Kunstrasen und Tartanbahn, die 2008 gründlich modernisiert wurde, sieben Turnhallen, darunter zwei große Dreifachturnhallen und eine Gymnastikhalle, zudem gibt es oberhalb des Sportplatzes eine vom Verein selbstständig eingerichtete Bogenschießanlage und sieben Tennisplätze. Außerdem finden sich in Lindlar ein Hallenbad mit großer Wasserrutsche, Wellnessbereich und Liege- und Sportwiese, Reitplätze, eine Golfanlage, mehrere Schießstände und Kegelbahnen.
Auf dem Segelfluggelände Lindlar kann Segelflugsport betrieben werden. Er liegt im Südteil der Gemeinde an der Nordseite des Bergrückens Holzer Kopf, der das Aggertal zwischen Engelskirchen und Loope im Norden begrenzt.
Lindlar und seine Kirchdörfer verfügen über eine große Anzahl von Vereinen, die zum größten Teil eine lange Tradition haben.
Lindlar verfügt über ein rund 200 km langes gekennzeichnetes Rundwanderwegenetz (siehe auch Wanderwege in der Gemeinde Lindlar). Ein Teil der Straßen verfügt über separate Radwege. Radfahrer nutzen vor allem die Forst- und Landwirtschaftswege.

## Wirtschaft, Industrie und Infrastruktur
Vom 16. bis 19. Jahrhundert waren neben der Landwirtschaft und dem Steinhauergewerbe (Abbau und Verarbeitung der Grauwacke) die Eisenindustrie und der Bergbau fast die einzige Einkommensquelle der Bewohner in der Umgebung von Lindlar und standen wirtschaftlich in hoher Blüte. Zahlreiche Eisenhämmer und Schmelzöfen wurden dort betrieben, deren Restbestände heute teilweise noch zu finden sind. Nebenbei wurde Handwerk, beispielsweise die Papierverarbeitung, Heimindustrie und Feilenhauerei unterhalten. Anfang der 1980er-Jahre fand außerdem eine Ansiedlung von Unternehmen im neuen Industriegebiet Klause statt.

### Landwirtschaft

Plakat zum Viehmarkt

Die Landwirtschaft war der treibende Faktor für die Besiedelung des Gebietes um Lindlar und spielt bis heute eine wichtige Rolle. Zwar hat sich die Anzahl der landwirtschaftlichen Betriebe stark verringert, dennoch ist ein Großteil der Fläche der Gemeinde Lindlar in landwirtschaftlicher Nutzung.
Im Mittelalter wurden nach und nach die ursprünglichen Buchenwälder gerodet und in Landwirtschaftliche Nutzfläche umgewandelt, Wege angelegt und Siedlungen erbaut. Die natürlichen, geschlossenen Waldflächen wurden dabei zerstört, jedoch entstanden auch gleichzeitig neue Naturräume die zu dem heute hohen Artenreichtum an Pflanzen und Tieren im Bergischen Land führten.
In der Vergangenheit zeigte sich die Bedeutung der Landwirtschaft für Lindlar vor allem durch die Landwirtschaftsschule (vgl. Geschichtsabschnitt) und den 1852 gegründeten Landwirtschaftlichen Verein.
Die Landwirtschaft hatte in Lindlar eine schwierige Lage, denn das Land war in trockene Höhen und sumpfige Talauen zergliedert. Auf den Höhen waren die klimatischen Bedingungen und die Bodenverhältnisse für den Ackerbau ungünstig, im Tal die große Feuchtigkeit. Die Bevölkerung von Lindlar war jedoch zum großen Teil (bis auf die Bewohner der industrialisierten Gebiete der Gemeinde) von der Landwirtschaft abhängig und so war es notwendig, auch für die Landwirtschaft nur bedingt geeignete Gebiete zu nutzen. Bis ins 19. Jahrhundert diente die Landwirtschaft zunächst dem Ziel der Eigenversorgung. Zu dieser Zeit wurde etwa ein Drittel der Fläche Lindlars landwirtschaftlich genutzt und ein weiteres Drittel war von Wäldern bedeckt. Durch die Anwendung des Realerbteiles waren die landwirtschaftlichen Nutzflächen oft klein zerstückelt und kaum effektiv nutzbar. Die meisten Höfe erwirtschafteten gerade das Existenzminimum. Die Hofgröße lag meistens zwischen vier und sechs Hektar. Hauptanbaupflanze war die Kartoffel. Sie lieferte die Grundlage für die Ernährung. Tiere wurden wegen des Mangels an Weideland meistens im Stall gehalten und lieferten Milch und Fleisch. Zu den meisten Höfen gehörte ein Stück Wald.
Im angehenden 20. Jahrhundert kam es immer wieder zu staatlich angeordneten Zwangstötungen von rotzkranken Pferden, lungenkrankem Rindvieh usw. zur Eindämmung von Seuchen. Am 3. April 1929 wurde vom Kreis Wipperfürth versuchsweise genehmigt, Viehmärkte für Rindvieh und Schweine abzuhalten. Die Viehmärkte schienen keinen Erfolg zu haben, für den letzten Viehmarkt im Jahre 1929 wurde von Seiten des Bürgermeisters gefordert „den Viehmarkt besser zu beschicken und zu besuchen als zuvor. Der Viehmarkt ist in Frage gestellt, falls in Zukunft ein stärkerer Auftrieb nicht zu verzeichnen ist. Diese Einrichtung kann nur dann ihren Zweck erfüllen, wenn sie über die Grenzen der Gemeinde hinaus bekannt und von Fremden besucht wird. […] Die Landwirte haben es sich selbst zuzuschreiben, wenn diese für sie so wichtige Einrichtung wegen fehlendem Interesse eingestellt wird.“ Dies war dann auch der letzte Viehmarkt.
Im Laufe des 19. Jahrhunderts kristallisierte sich ein Umschwung von der kleinteiligen zur modernen Landwirtschaft. Durch die Beseitigung von Feldhecken, Verrohrung und Begradigung von Bächen, Trockenlegungen von Feuchtwiesen und dem Einsatz von umfangreichen technischen Hilfsmitteln wie Düngemittel, Herbiziden etc. kam es letztlich zu einer drastischen Reduzierung der natürlichen Naturräume und der Artenvielfalt.

#### Nutztiere
Die Nutztiere hatten in der überwiegend auf Selbstversorgung ausgerichteten Landwirtschaft im Bergischen Land eine besondere Bedeutung. Sie dienten nicht nur zur Grundversorgung mit Milch, Fleisch, Eiern, Wolle, Leder und anderen Waren, sondern auch als Zugtiere für die Bestellung der Felder oder für Fuhrdienste. Wegen des rauen Klimas waren vor allem robuste Rassen die mit den schlechten Bedingungen und der Stallhaltung zurechtkamen.

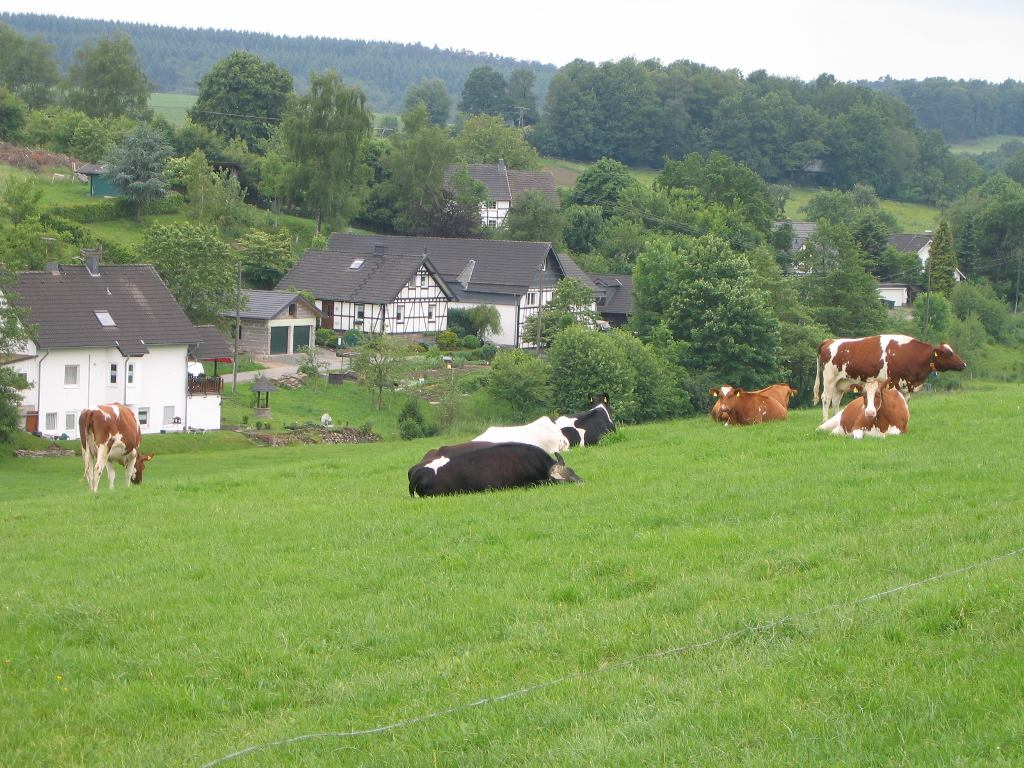
Rot- und Schwarzbuntes Vieh in Lindlar

RinderIn der Landwirtschaft findet sich unter den Rindern vor allem das „Rotbunte Niederungsrind“, das „Rote Höhenvieh“ und das „Glanvieh“. Die Tiere wurden früher sowohl als Zugtiere als auch zur Milchgewinnung eingesetzt. Die „Rotbunten“ wurden im 19. Jahrhundert vermehrt genutzt und deuteten auf eine erste Intensivierung der Nutztierhaltung hin, da das Rotbunte Niederungsrind eine höhere Milch- und Fleischleistung als das alte Rote Höhenvieh hatte. Alle drei Rassen sind jedoch nicht mehr mit den heute verbreiteten Rinderrassen konkurrenzfähig und so werden diese Tiere heute fast überall durch die Schwarzbunten, die mehr Milch geben, verdrängt. 1915 wurde die Gesamtzahl des Rindviehs auf 3185 mit 192 Haltern beziffert. Bei der allgemeinen Viehzählung am 2. Dezember 1975 waren insgesamt 276 Halter mit einer Gesamtzahl von 8027 Stück Rindvieh verzeichnet. Die Zahl der Halter verringerte sich 1976 auf 271, die Anzahl des Viehs stieg auf 8038. Der Trend, dass weniger Halter mehr Vieh halten hält bis heute an. Exemplarisch seien noch die Zahlen von 1977 genannt, hier kamen 8138 Tiere auf 252 Halter.
SchafeDie Haltung von ein bis zwei Schafen pro Hof war im 19. Jahrhundert sehr verbreitet. Eine intensivere Haltung war jedoch wegen mangelnder Weidefläche nicht möglich. Es wurde vor allem das „Rhönschaf“ gehalten, das mit dem feuchten bergischen Klima und auch mit den Haltungsbedingungen zurechtkam.
PferdeDie Haltung von Pferden als Arbeitstiere war sehr kostspielig und deshalb in der überwiegend von armen kleinbäuerlichen Betrieben geprägten Landwirtschaft in und um Lindlar nicht sehr verbreitet. Die im 19. Jahrhundert bevorzugten Warmblüter wurden im Laufe der Zeit von kaltblütigen Pferden abgelöst. Durch die wachsende Motorisierung der Landwirtschaft ist die Anzahl der Arbeitspferde heute fast Null. Pferde werden heutzutage in der Gemeinde Lindlar hauptsächlich zu Sportzwecken gehalten.

### Steinbrüche und Bergbau

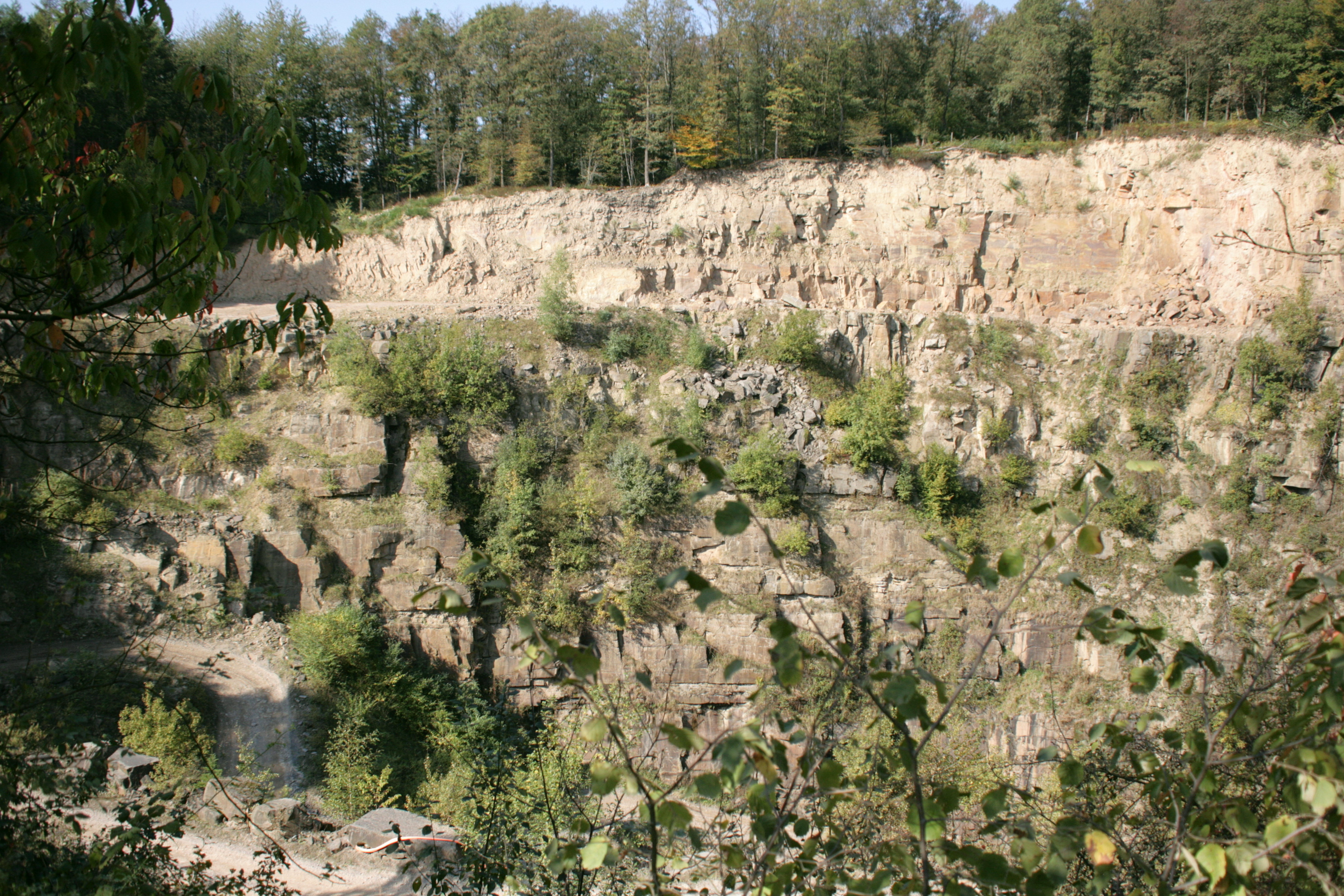
Grauwacke-Steinbruch an der Eremitage

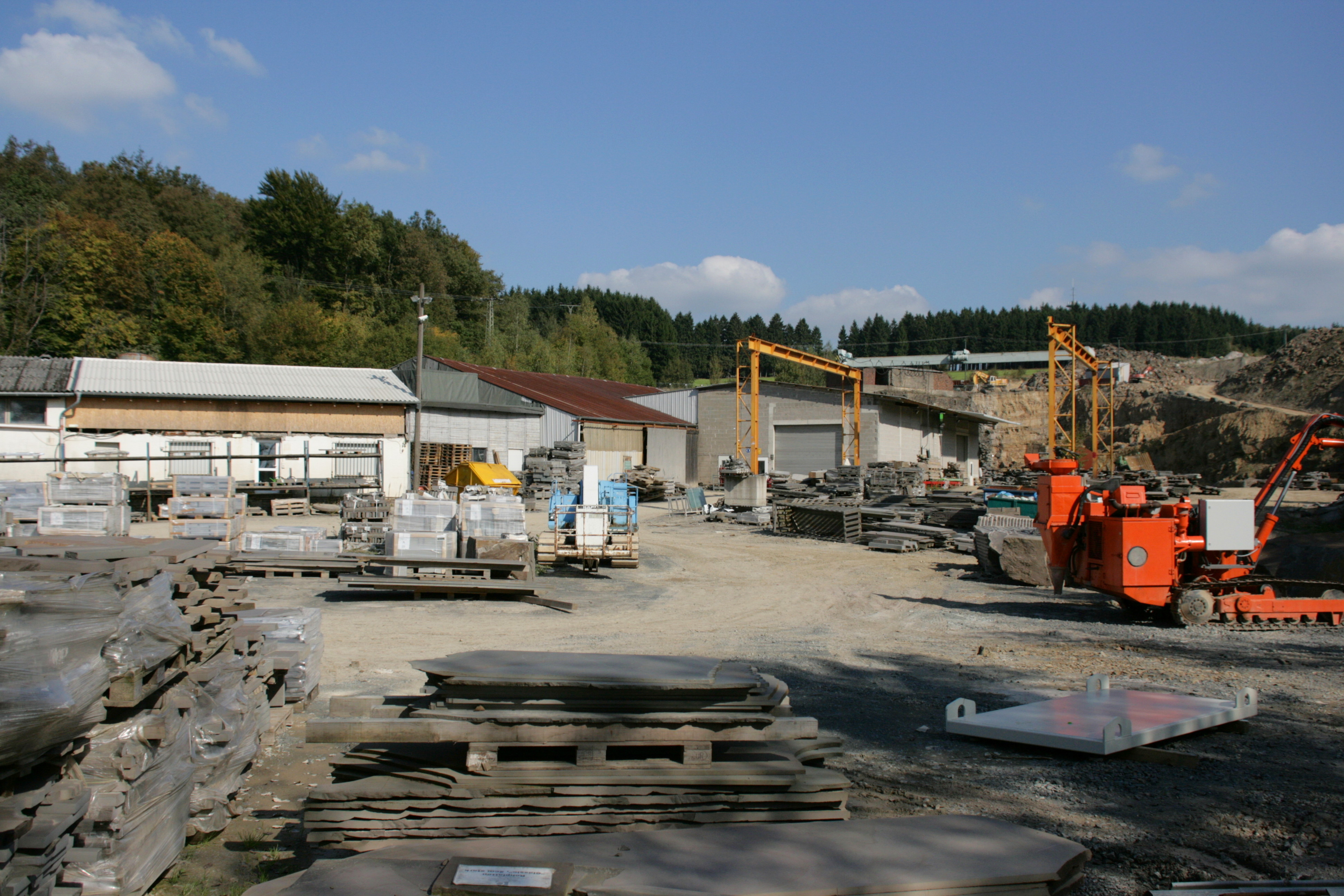
Steinbruchbetrieb Heinrich Quirrenbach

#### Lindlarer Grauwacke
Seit mehr als 1000 Jahren wird in Lindlar Grauwacke abgebaut. War dieser Industriezweig noch vor hundert Jahren Hauptarbeitgeber der Lindlarer Bevölkerung, bestehen heute nur noch drei produzierende Betriebe. Vielerorts finden sich ehemalige Steinbrüche, die heute ein wichtiger Lebensraum für vielerlei Tierarten sind. Die Lindlarer Grauwacke wurde vor Ort zum Bauen verwendet, Beispiele hierfür sind der Kirchturm der katholischen Pfarrkirche St. Severin. Auch wurde in der weiteren Umgebung verkauft, beispielsweise nach Köln und ins Siegerland. In diesem Zusammenhang ist die Bahnstrecke Köln-Mülheim–Lindlar erwähnenswert, die bis in die 1960er-Jahre das Gestein per Eisenbahn transportierte. Zu diesem Zweck führte vom Hauptabbaugebiet – dem Brungerst – eine Bremsbahn zum Bahnhof in Altenlinde.

#### Eisen- und Bleierz
Oftmals wurde im Gebiet um Lindlar nach Eisenerz geschürft, etwa bei Dassiefen, wo es schon für das 16. Jahrhundert nachweisbar ist. Eine weitere Hütte wird im Jahre 1587 bei Stoppenbach erwähnt. Im angehenden 19. Jahrhundert war es ein Bestreben der französischen Besetzer die Industrie zu fördern. In Lindlar waren mehrere kleinere Eisen- und Bleibergwerke in Betrieb. Lediglich die Grube Castor im Südosten der damaligen Gemeinde Hohkeppel erlangte einige Bedeutung. Bis in die 1860er-Jahre findet sich dieser Industriezweig in Lindlar, danach wurden die Gruben geschlossen. Lediglich die Grube Castor (nun als Kastor bezeichnet) wurde von 1903 bis April 1906 noch einmal genutzt.
Im Dorf Lindlar selbst wurde auf dem Brungerst nicht nur Grauwacke, sondern auch Eisenerz gefördert. Die Relikte des Grubenfeldes Astraea, rund 750 m nördlich des Dorfzentrums sind in historischem Quellenmaterial und an Befunden im Gelände fassbar. Die Grube befand sich auf dem Gelände der ehemaligen Fabrik Nord-West-Verpackung, vorher Fahrradfabrik Bismarck (Bismarckstraße). Die Bergbautätigkeit ist zum ersten Mal in einer Belehnungsurkunde der Gewerken Witze von Steinen und Sohn vom 15. Januar 1772 nachweisbar. Einen Antrag zur Ausübung von Bergbautätigkeiten wurde jedoch schon im Jahre 1762 gestellt. Nachweislich bestanden hat die Grube mindestens bis 1806. In einer im Großherzogtum Berg erstellten Liste für den Zehnt-Ertrag wurde die Grube mit einem Roherzertrag von 65 Haufen und einer Arbeiterschaft von dreizehn Knappen erwähnt. Die Erze wurden zur Schmelze nach Abrahamstal geliefert. Bis 1855 ruhte jede Montantätigkeit. Zwischen 1859 und 1882 wurden noch einmal 822 t Eisenstein abgebaut. Anfang des 20. Jahrhunderts wandte sich der Lindlarer Bürgermeister mit einer Petition an den Eigentümer, den Bergwerkbetrieb wieder aufzunehmen, da sonst eine Abwanderung von Arbeitern zu befürchten war. Der Bergwerkbetrieb wurde nicht wieder aufgenommen, jedoch siedelte sich, in Erwartung des 1906 genehmigten Eisenbahnbaus, eine Feilenhauerei, und 1935 die Fabrik Nord-West-Verpackung auf dem Gebiet der ehemaligen Grube an. Der Rest der Grube ist heute größtenteils durch den Grauwackesteinbruch am Brungerst überschüttet.
1964 wurde bei Ausschachtungsarbeiten ein unterirdischer Stollen am Paffenberg gefunden. Dieser Stollen war 70 bis 80 cm breit und zwischen 1,7 und 1,8 m hoch. Soweit erkennbar führte er etwa 110 m in den Hang hinein. Der Stollen wurde irrtümlich dem 1860 genehmigten Bergwerksfeld „Prometheus“ zugeordnet, er muss jedoch aus dem 18. Jahrhundert stammen. Das Eisenstein-Bergwerk „Prometheus“ fand sich jedoch bei „Auf’m Kamp“ und „Am Ufer“, nordwestlich Ortszentrums. Es lässt sich jedoch nicht sagen, ob der Stollen im 19. Jahrhundert nicht noch einmal befahren wurde. Im Stollen wurde ein Wellbaum mit Kette und Kübel, die Reste einer Leiter sowie eine Holzkarre gefunden. Die Teile wurden zum Teil dem Bauhof der Gemeinde Lindlar übergeben und sind heute verschollen, andere befinden sich im Besitz des Grundstückseigentümers. Der Stolleneingang ist heute zugeschüttet.

### Schwerindustrie: Eisen und Stahl

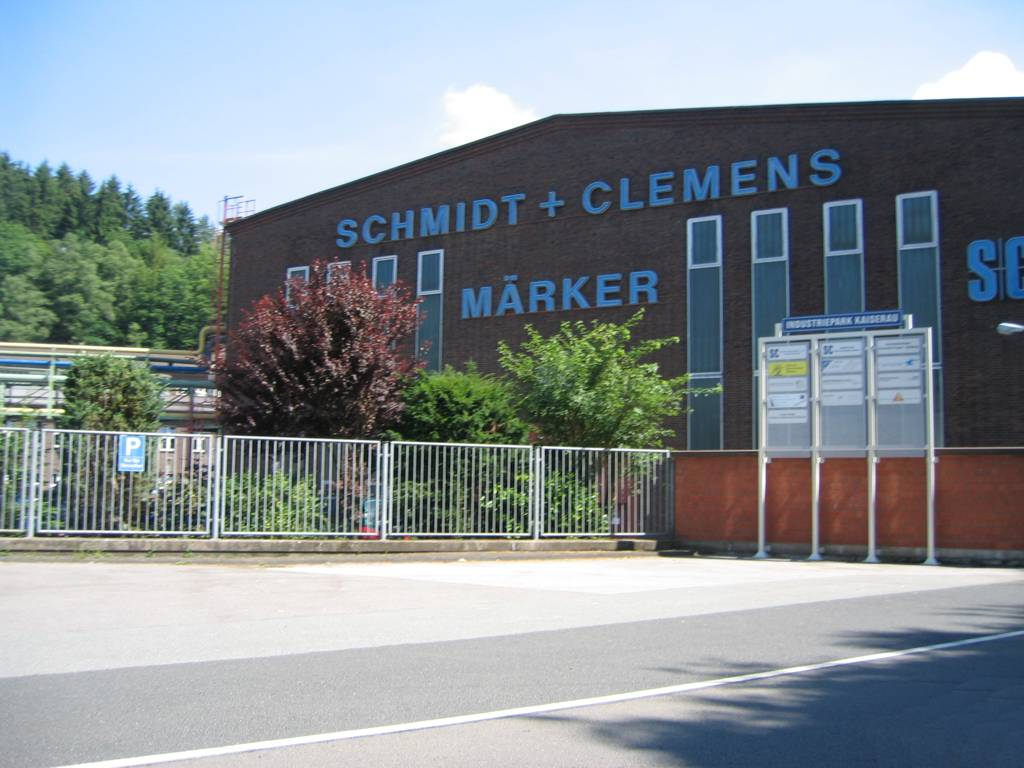
Schmidt+Clemens in Kaiserau

Lindlar kann auf eine reiche Tradition in der industriellen Verarbeitung von Eisen- und Stahl verweisen. Bereits im 18. Jahrhundert fanden sich in den Tälern frühe, wasserbetriebene Eisenhämmer. Das Sülztal und das Leppetal wurden durch diese frühe Industrialisierung entscheidend geprägt. Beispiel hierfür ist die Inbetriebnahme eines Sülztaler Eisenhammers durch Christian Hamm. Im Leppetal bei Kaiserau finden sich noch heute wichtige Betriebe der Stahlindustrie, die ihre Produkte weltweit exportieren, hierzu zählt unter anderem das über 125 Jahre alte Unternehmen Schmidt+Clemens.

### Verkehrslage

#### Autobahn
An das Autobahnnetz ist Lindlar über die Bundesautobahn A4 (Köln–Olpe) angeschlossen. Am günstigsten ist die Benutzung der Anschlussstelle Engelskirchen (in 7 Kilometer Entfernung) oder Overath–Untereschbach (15 Kilometer).

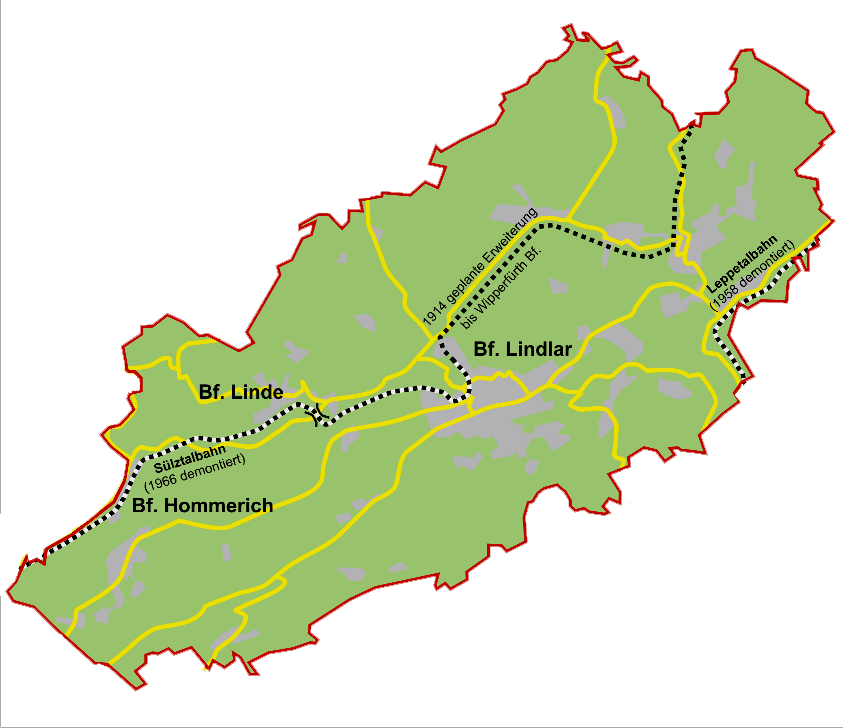
Verlauf der ehemaligen Eisenbahn nach Lindlar und der geplanten Erweiterung bis Wipperfürth

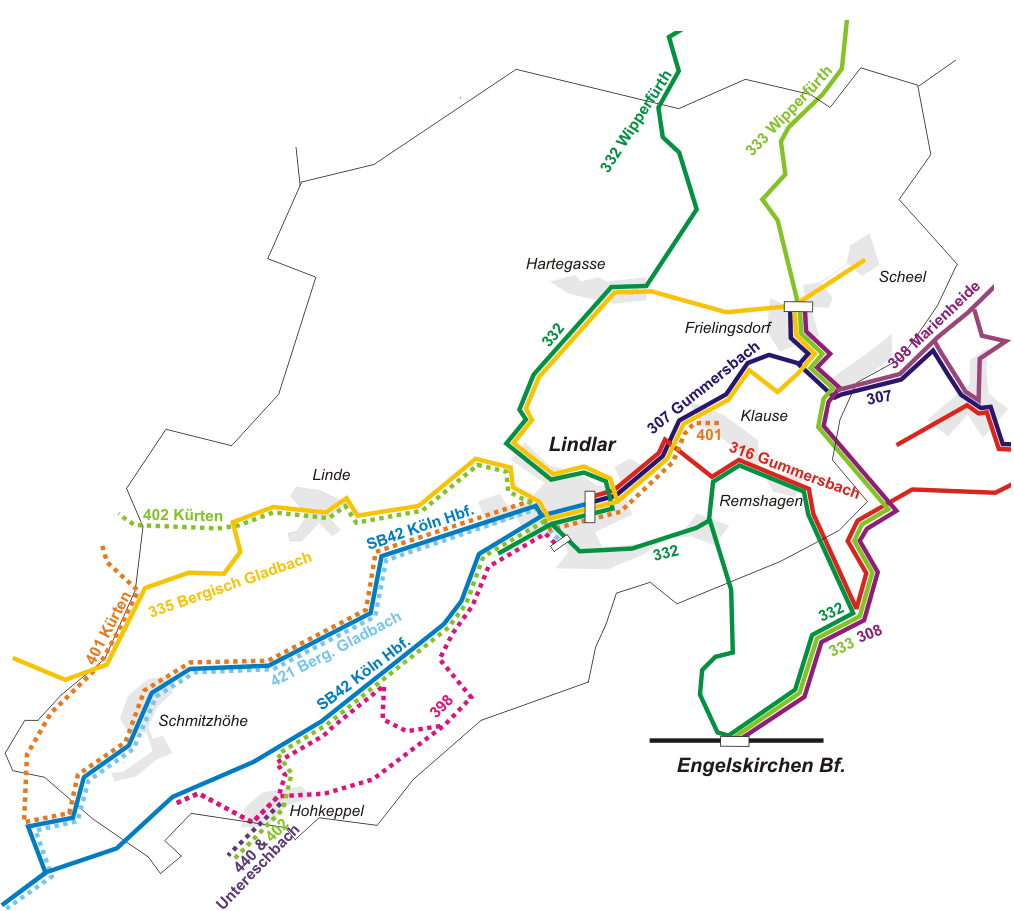
ÖPNV in Lindlar

#### Eisenbahn
Der nächste in Betrieb befindliche Bahnhof liegt in Engelskirchen an der Oberbergischen Bahn von Köln nach Lüdenscheid.
Der Bahnhof Lindlar war von 1912 bis 1966 die Endstation der Bahnstrecke Köln-Mülheim–Lindlar. Nach der Stilllegung wurden alle Gleise demontiert. Die Trasse wurde am Einschnitt, der nach Lindlar hineinführte, überbaut und ist dort nicht mehr zu sehen. Einige der Bauwerke der Strecke stehen aber noch, so vor allem die Bahnhofsgebäude, zum Beispiel in Hommerich, Linde und Lindlar, zudem auch der große Viadukt bei Linde und große Teile des alten Bahndamms im Bereich von Immekeppel. Die Trasse wurde im 21. Jahrhundert in einen Rad- und Fußweg umgewandelt.
Durch das Gebiet der Gemeinde Lindlar führte auch die Leppetalbahn von Engelskirchen nach Marienheide. Die Gleise dieser Strecke wurden 1958 demontiert.

#### Busverbindungen
Tagsüber gibt es einige Anbindungen. Zu Abendzeiten und in der Nacht verkehren keine Busse mehr.
Folgende Linien verkehren durch die Gemeinde Lindlar:
| Linie | Verlauf |
| ----- | --- |
| 307   | Lindlar – Fenke – Frielingsdorf – Hütte / Berghausen – Wasserfuhr – Gummersbach Bf. (OVAG, Mo–SA) |
| 308   | Marienheide Bf. – Hütte – Frielingsdorf (OVAG, Mo–Fr, bedingter Samstagsverkehr als Taxibus) |
| 331   | Freilichtmuseum – Lindlar – Remshagen – Neuremscheid – Engelskirchen Bf. (OVAG, Mo–Fr Schulbusverkehr, sonst Taxibus, kein Samstags- und Feiertagsverkehr) |
| 332   | Wipperfürth – Lindlar – Altenrath – Engelskirchen Bf. (VBL, Mo–Fr etwa jede Stunde, Samstags- und Feiertagsverkehr als Taxibus) |
| 333   | Wipperfürth – Dohrgaul – Frielingsdorf – Engelskirchen Bf. (OVAG, Mo–Fr, samstags und sonntags als Taxibus) |
| 335   | Frielingsdorf – Hartegasse – Lindlar – Linde – Biesfeld – Dürscheid – Herkenrath – Sand – Bergisch Gladbach (S) (OVAG, Mo–Fr etwa alle 2 Stunden, Samstags- und Feiertagsverkehr, zwischen Frielingsdorf und Lindlar Fahrten des Taxibusses 332)                                            |
| 398   | Lindlar – Hohkeppel – Köttingen – (Halfenslennefe)/Schmitzhöhe (OVAG, an Schultagen zwei Fahrten, sonst Taxibus als Zubringer zur Linie 421) |
| 401   | Industriegebiet Klause – Lindlar – Waldbruch – Schmitzhöhe – Hommerich – Kürten Schulzentrum (Wupsi, an Schultagen eine Fahrt) |
| 402   | Untereschbach – Hohkeppel – Lindlar – Linde – Kürten Schultzentrum (Wupsi, an Schultagen eine Fahrt) |
| 412   | (Hommerich) – Biesfeld – Olpe (KWS, nur Schulverkehr) |
| 421   | Lindlar – Schmitzhöhe – Immekeppel – Moitzfeld – Bensberg (RVK, Montag bis Freitag 30-Minuten-Takt bis 21 Uhr, Abendverkehr und Wochenende im Stundentakt, kein Nachtverkehr), – darüber hinaus Mo–Fr stündlich weiter als Schnellbus (SB40) über die Autobahn bis zum Kölner Hauptbahnhof. |
| 440   | Immekeppel – Untereschbach – Hohkeppel (RVK, an Schultagen eine Fahrt) |

Bürgerbuslinien (Fahrten montags, dienstags, donnerstags und freitags):
- Rathaus – Busbahnhof – Engelskirchen Bf. – Krankenhaus (und zurück)
- Rathaus – Busbahnhof – Falkenhof (Rundverkehr)
- Rathaus – Busbahnhof – Altenrath (Rundverkehr)
- Rathaus – Busbahnhof – Klespe – Hohkeppel (und zurück) – zwei Fahrten nur Mittwochs

## Gewerbeflächen
Es gibt in Lindlar drei Industriegebiete: Klause, dessen Erschließung Ende der 1970er-Jahre begann sowie Hommerich und Kaiserau.

## Persönlichkeiten
Ehrenbürgermeister:
- Josef Bosbach, Lindlarer Bürgermeister von 1956 bis 1974
- Josef Vollmer, Lindlarer Bürgermeister von 1974 bis 1984
- Siegfried Sax, Lindlarer Bürgermeister von 1984 bis 1997

Ehrenbürger:
- Wilhelm Meinerzhagen (1893–1974), Chefarzt des Lindlarer Krankenhauses 1930 bis 1959, Mitglied des Rates 1948 bis 1956.
- Johann Breidenaßel (* 12. Dezember 1974), langjähriger Bürgermeister der Gemeinde Hohkeppel, zahlreiche Veröffentlichungen im Rheinisch Bergischen Kalender.

Ehrenspange:
- Josef Gronewald am 13. März 1992
- Richard Fabritius am 14. März 2001

Verdiente Bürger:
- Wilhelm Breidenbach (1859–1934), Gemeinderentmeister und Heimatforscher
- Josef Külheim (1902–1961), Elektrotechniker und Heimatforscher
- Carola Lob, Mundartdichterin

Söhne und Töchter der Gemeinde:

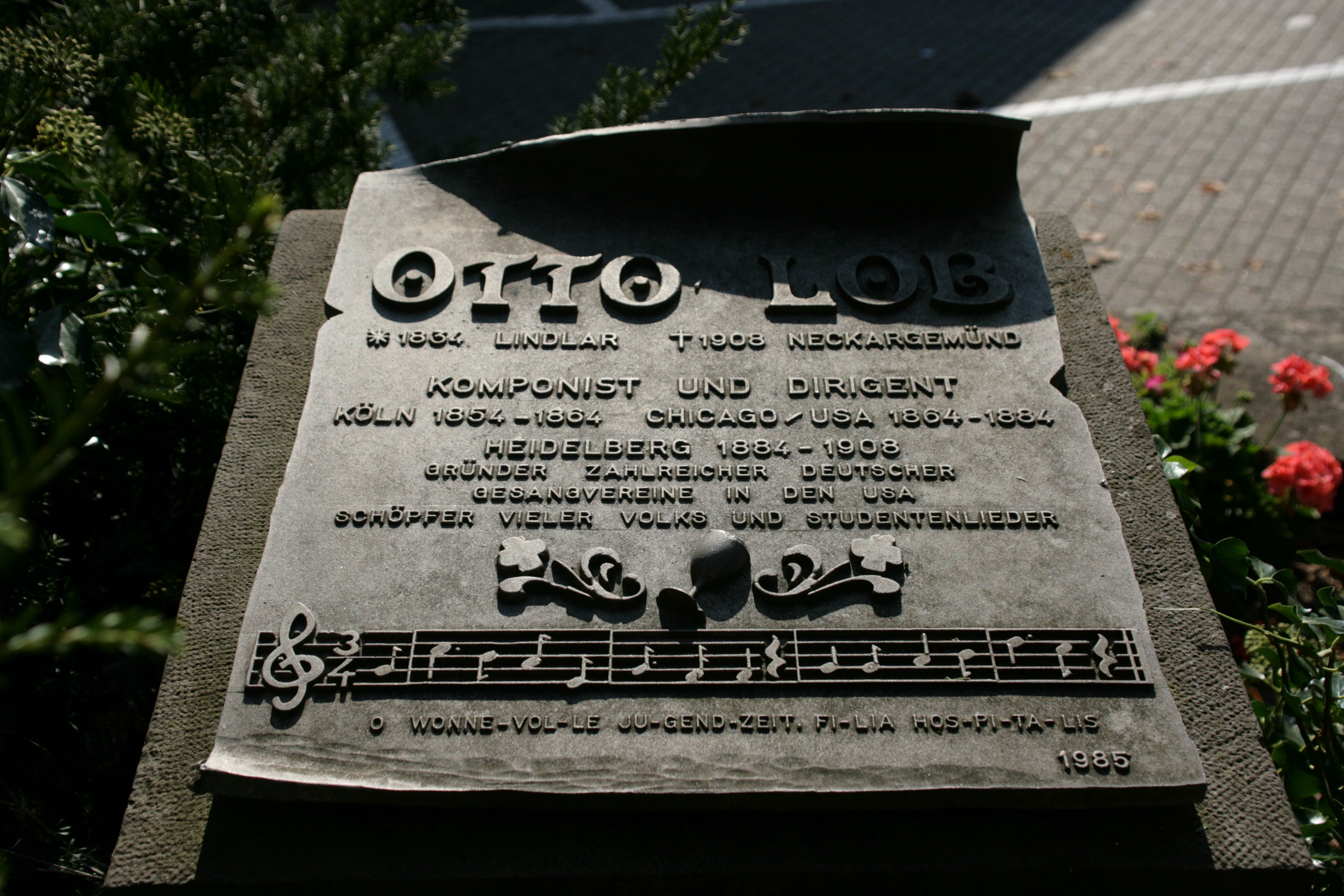
Otto-Lob-Denkmal an der Pollerhofstraße

- Johann Joseph Gronewald (1804–1873), Pädagoge, Gründer der Johann-Joseph-Gronewald-Schule an der Gronewaldstraße in Köln
- Constantin Hamm (1807–1885), Tuchfabrikant und Mitglied des Deutschen Reichstags
- Egon Freiherr von Fürstenberg (1833–1888), königlich preußischer Rittmeister und Landrat des Kreises Wipperfürth
- Otto Lob (1834–1908), Dirigent, Komponist und Lehrer
- Johann Anton Hubert Kesseler (1836–1898), Geistlicher
- Leopold Offermann (1837–1919), Ingenieur und Textilunternehmer
- Johannes Sassenbach (1866–1940), Sattlergeselle, Gewerkschaftsführer, Sozialattaché des Deutschen Reiches in Rom, erster Sozialdemokratischer Stadtrat in Berlin, Buchautor, Verleger, geboren in Breun
- Bernhard Schulz (1913–2003), Schriftsteller und Journalist, Verfasser von Kurzgeschichten über Lindlar
- Hubert Luthe (1927–2014) war der zweite Bischof von Essen.
- Karl Oerder (1928–2019), römisch-katholischer Ordenspriester  und Provinzial und Missionsprokurator der Salesianer Don Bosco
- Winfried Pinger (1932–2021), Rechtswissenschaftler, Hochschullehrer und Politiker (CDU), Mitglied des Deutschen Bundestages
- Dirk Hoeges (1943–2020), Romanist, Historiker, Übersetzer und Verleger
- Dieter Müllenborn (* 1948), Träger des Bundesverdienstkreuzes
- Edmund Heller (* 1953), politischer Beamter (CDU)
- Thomas Kirchner (* 1954), Kunsthistoriker und Direktor des Deutschen Forums für Kunstgeschichte in Paris
- Rolf Menzel (1955–2023), Kommunalpolitiker (CDU), Landrat im Rheinisch-Bergischen Kreis
- Volker Kutscher (* 1962), Schriftsteller
- Guido Hoffmann (* 1965), Fußballspieler und Trainer
- Tine Stein (* 1965), Politikwissenschaftlerin, Hochschullehrerin
- Carsten Brodesser (* 1967), Politiker (CDU), seit 2017 Mitglied des Deutschen Bundestages
- Frank Sackenheim (* 1976), Jazzmusiker

Weitere Persönlichkeiten, die mit der Gemeinde in Verbindung stehen:
- Aloys Pollender (1799–1879), Mediziner, Entdecker des Milzbrandbazillus
- Franz Steinbach (1895–1964), Historiker, in Engelskirchen geboren, als Kind nach Lindlar verzogen; Direktor des Institut für geschichtliche Landeskunde der Rheinlande an der Universität Bonn von 1928 bis 1961; Autor zahlreicher Bücher zur Rheinischen Geschichte, Volks- und Landeskunde

Träger des „Lenkeler Bessemsbenger Ordens“:
Der „Lenkeler Bessemsbenger Orden“ wird seit 1978 jährlich von der KG Rot Weiß Lindlar e. V. an den Lindlarer verliehen, der sowohl sein Privat- als auch Berufsleben mit Witz und Humor meistert. Der Orden ist bis weit über die Kommunalgrenzen Lindlars bekannt.
- 1978: Josef Bosbach †
- 1979: Hermann-Josef Stellberg †
- 1980: Ernst Nolden
- 1981: Josef Gronewald †
- 1982: Hans-Josef Ries †
- 1983: Annele Meinerzhagen †
- 1984: Karl Heinrich Quabach †
- 1985: Josef Manfred Krämer
- 1986: Manfred Kümper
- 1987: Alois Eschbach †
- 1988: Fritz Flocke †
- 1989: Karl Blumberg
- 1990: Josef Rottländer
- 1991: Paul Schröder †
- 1992: Rosalinde Wiemann
- 1993: Manfred Hamm †
- 1994: Irmtraud Schätzmüller
- 1995: Hans Braun †
- 1996: Egon Reissig †
- 1997: Liesel Schüttler †
- 1998: Erich Tix †
- 1999: Elisabeth Broich
- 2000: Bernd Jüncke
- 2001: Jutta Fleischhauer
- 2002: Stefan Blumberg
- 2003: Peter Wirtz
- 2004: Ernestine Bidinger †
- 2005: Helmut Müller
- 2006: Ursula Homberg †
- 2007: Siegfried Globke †
- 2008: Ulrich Werner
- 2009: Erwin Overödder
- 2010: Robert Wagner
- 2011: Bernd Althaus
- 2012: Hans Georg Höller
- 2013: Karl Heinz Dinsing
- 2013/14: Wilfried Werner
- 2014: Katharina Hagen
- 2015: Marianne Frielingsdorf
- 2016: Rolf Müller
- 2017: Günter Fahlenbock[20]
- 2018: Joachim Stüttem
- 2019: Karl Egon Kremer
- 2022: Günter Sauermann[21]
- 2023: Paul-Egon Kühr
- 2024: Martina Ossendorf

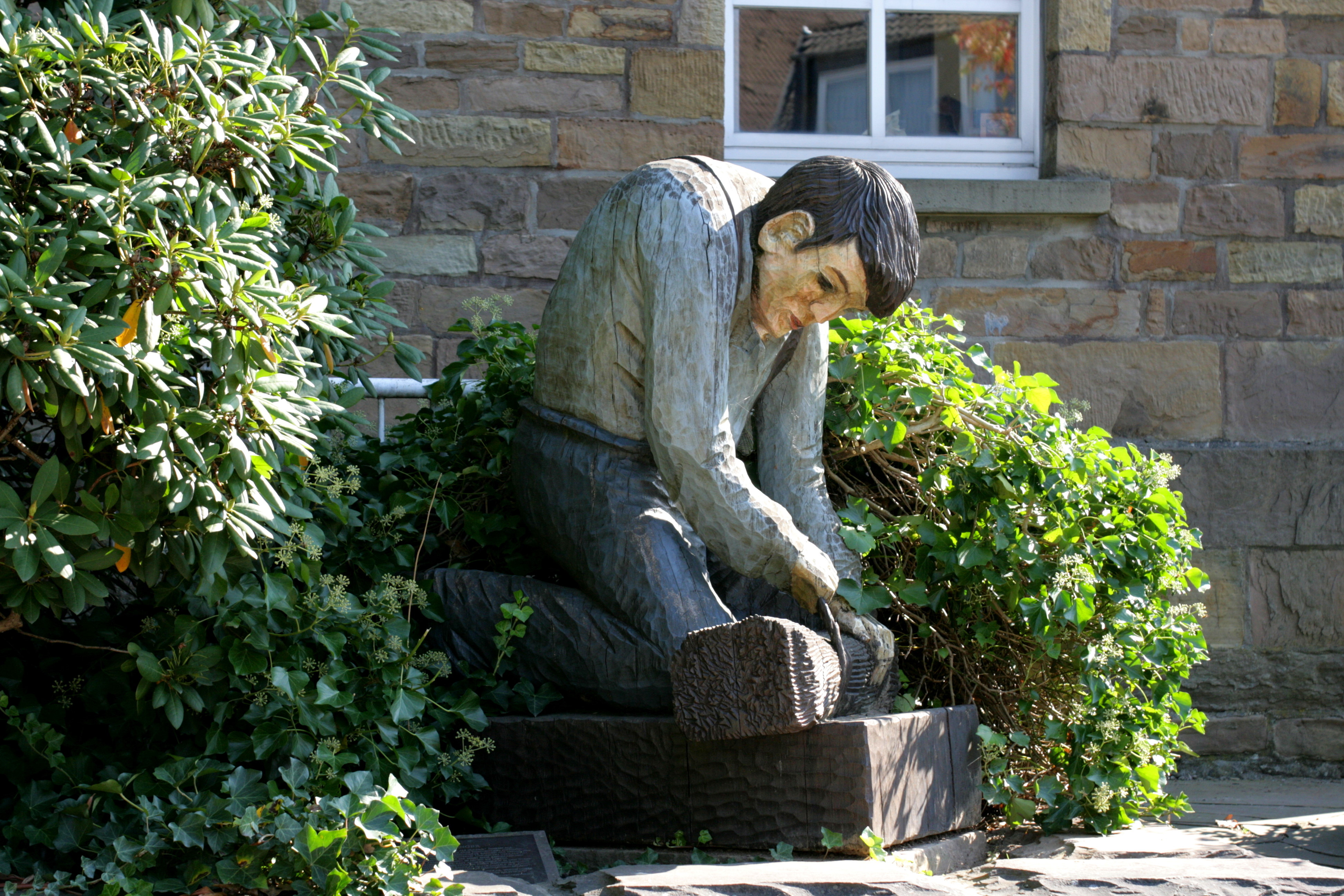
Lenkeler Bessemsbenger (Lindlarer Besenbinder)

- 2025: Herbert Schmitz (noch keine Verleihung nur die Wahl)